# Tilia
Tilleul
Pour les articles homonymes, voir Tilleul.
Genre
Classification APG III (2009)
Tilia, les Tilleuls, est un genre d'arbres appartenant à la famille des Tiliaceae selon la classification classique, ou à celle des Malvaceae selon la classification phylogénétique. Il s'agit d'espèces forestières poussant principalement dans les régions calcaires.
Les fleurs de certains Tilleuls sont employées en infusions pour leur qualité gustative et leurs propriétés apaisantes et calmantes. Elles sont également mellifères. Les feuilles de plusieurs espèces, et notamment le tilleul à petites feuilles, sont également consommées en salades,. Enfin, de nombreuses espèces de tilleuls sont utilisées pour leurs qualités ornementales.

## Nomenclature
Le nom botanique du genre Tilia dérive du bas latin tilius à l'origine des noms romans du tilleul. Tilia est une adaptation à travers l'étrusque du grec πτελέα / pteléa, « orme » (allusion à la ressemblance entre les deux arbres, notamment au niveau des feuilles), lui-même issu de l'indo-européen *ptel-ei̯ā, signifiant « large » ou peut-être « à feuille large ».

## Description

### Appareil végétatif
Les tilleuls sont des arbres à croissance rapide, à cime ovoïde, très rameuse, pouvant atteindre 15 à 18 m de haut adultes, aux branches assez largement étalées.
Le tronc présente une écorce d'abord grise et lisse, puis marquée de fines gerçures longitudinales assez écartées.
Chez les sujets très âgés, il peut prendre un aspect aussi crevassé que celui d'un chêne. Les rameaux lisses, glabres et luisants, sont souvent rougeâtres.
Les feuilles, caduques, simples, alternes, distiques, généralement asymétriques et en forme de cœur (cordiformes) avec une longue pointe à l'extrémité et à bord denté, forment un feuillage dense.
La face inférieure du limbe porte de petites touffes de poils à l'aisselle des nervures.
Les bourgeons ovoïdes, globuleux, écartés du rameau, présentent deux écailles apparentes inégales, rougeâtres.
Il n'existe pas de bourgeons terminaux, car les tilleuls possèdent une ramification sympodiale monochasiale.
La dominance apicale est toujours mise au profit de la croissance du tronc (les jeunes arbres ayant occasionnellement une fourche).

### Appareil reproducteur

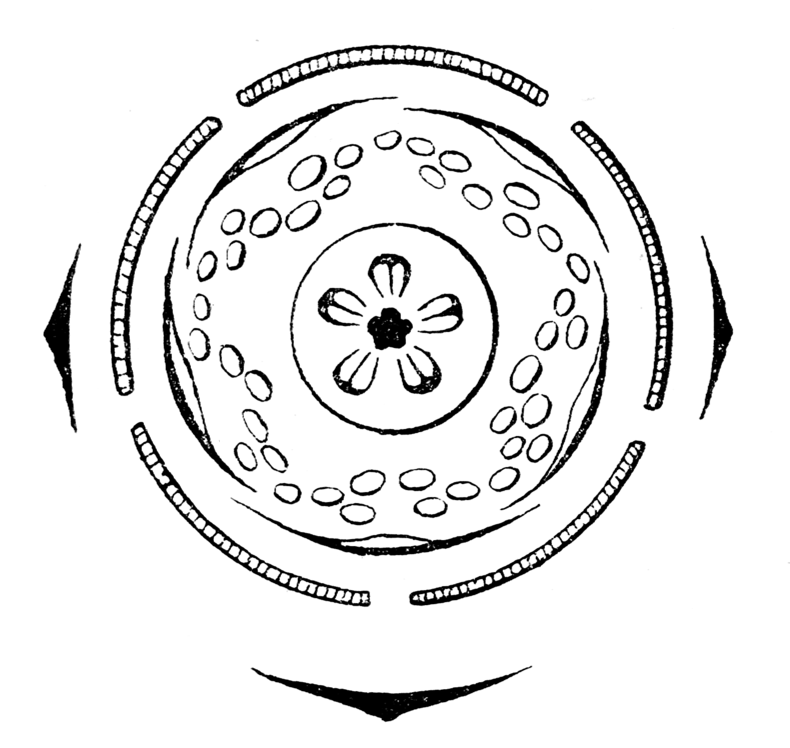
Diagramme floral de tilleul.

Les fleurs sont groupées par 2 à 7 en cymes bipares, chacune de ces inflorescences lâches ayant à leur base un pédoncule soudé sur toute sa longueur à une bractée oblongue et translucide, de couleur jaunâtre, dont il s'écarte en son milieu.
Les fleurs sont hermaphrodites, étant donc à la fois de sexe féminin et masculin. À cinq sépales et cinq pétales libres de couleur blanc jaunâtre, avec de nombreuses étamines.
Les fruits présentent les caractéristiques de petites capsules sèches et globuleuses, persistant sur le pédicelle, mais ils sont indéhiscents. Ils renferment une ou deux graines.

### Origine et contes
Le tilleul commun est originaire du Moyen-Orient où il est réputé être un arbre ensorceleur et maudit. De plus, il est dans plusieurs contes un arbre méchant qui a en lui une personne maudite. Un exemple pour ces contes seraient Hänsel und Gretel des frères Grimm ou Baba Jaga qui, d'après le folklore russe, enlevait des filles qui se promenaient toutes seules dans sa forêt pour les transformer en tilleuls pouvant parler.

## Principales espèces
Le genre Tilia comporte de nombreuses espèces : une recherche sur certains sites de botanique produit plus de 100 taxons (1 817 sur EOL le 29 janvier 2016).
- Tilia americana L., le tilleul d'Amérique
  - var. americana (synonyme : Tilia neglecta Spach),
  - var. heterophylla (synonyme : Tilia heterophylla Vent, synonyme : Tilia michauxii Nutt.),
  - var. caroliniana (synonyme : Tilia caroliniana P. Mill., synonyme : Tilia floridana Small).
- Tilia amurensis Rupr., tilleul de Sibérie, du fleuve Amour.
- T. begoniifolia Steven, syn. de T. endochrysea.
- Tilia caroliniana  Mill. – Tilleul de Caroline (Carolina Basswood).
- Tilia chenmoui, syn. de Tilia tuan var. chenmoui (W. C. Cheng) Y. Tang,[9].
- Tilia chinensis Maxim.
- Tilia chingiana Hu & W.C.Cheng.
- Tilia cordata Mill., le tilleul à petites feuilles.
- Tilia croizatii Chun & H.D. Wong (synonyme de Tilia endochrysea Hand.-Mazz).
- Tilia dasystyla Steven, le tilleul du Caucase.
- Tilia endochrysea Hand.-Mazz, syn. de T. begoniifolia Steven.
- Tilia floridana.
- Tilia henryana Szyszył. - tilleul de Henry.
- Tilia heterophylla Vent. – Tilleul blanc (White Basswood).
- Tilia hilliéri.
- Tilia hupehensis  – Tilleul d'Hubei (Hubei Lime).
- Tilia insularis Nakai.
- Tilia intonsa E. H. Wilson (synonyme de Tilia chinensis var. intonsa (E.H. Wilson) Y.C. Hsu & R.Zhuge).
- Tilia japonica (Miq.) Simonk.
- †Tilia johnsoni Wolfe & Wehr, Éocène, Washington et Colombie Britannique.
- Tilia kiusiana Makino & Shiras.
- Tilia koreana, syn. Tilia amurensis var. koreana Vorosch, syn. T. taquetii ?
- Tilia ledebourii.
- Tilia mandshurica Rupr. & Maxim., tilleul de Mandchourie.
- Tilia maximowicziana Shiras.
- Tilia mexicana Schltdl., syn. de T. americana var. mexicana.
- Tilia miqueliana Maxim., Tilleul de Miquel, Arbre d'éveil.
- Tilia mongolica Maxim., tilleul de Mongolie, Citronnier de Mongolie.
- Tilia monticola.
- Tilia nasczokinii, Nasczokin's Lime, Nasczokin's Linden.
- Tilia neglecta.
- Tilia nobilis Rehder & E.H. Wilson.
- Tilia occidentalis , West lime, Tilia mexicana var. occidentalis V. Engl. est un synonyme de Tilia americana var. mexicana (Schltdl.) Hardin.
- Tilia orbicularis hort. ex V.Engl., 1909.
- Tilia oliveri Szyszyl., tilleul d'Oliver.
- Tilia paucicostata Maxim.
- Tilia petiolaris DC.
- Tilia platyphyllos Scop., le tilleul à grandes feuilles
  - Tilia platyphyllos subsp. cordifolia (Besser) C.K.Schneid.
  - Tilia platyphyllos subsp. platyphyllos
  - Tilia platyphyllos subsp. pseudorubra C.K.Schneid.
- Tilia rubra  Tilleul à tronc rouge (syn. T. platyphyllos var. rubra), tilleul à grandes feuilles, à écorce rouge.
- Tilia sibirica
- Tilia taquetii C.K.Schneid, syn. T. koreana ?.
- Tilia tuan Szyszyl., var. chinensis, var. chenmoui.
- Tilia tomentosa Moench, le tilleul argenté, T. argentea
- Tilia varsaviensis, syn. T. tomentosa var. saviensis.
- Tilia zaeskania.

### Hybrides et cultivars
- Tilia cordata, v. Erecta, Greenspire, Lico, Mento, Varpyramidalis et Winter oran.
- Tilia ×euchlora K. Koch, le tilleul de Crimée (T. dasystyla × T. cordata).
- Tilia ×europaea L., (synonyme Tilia ×vulgaris Hayne) - le tilleul commun ou tilleul intermédiaire (T. cordata × T. platyphyllos).
- Tilia ×flavescens A. Braun ex Döll.
  - Tilia xflavescens 'Glenleven Linden' (T. americana × T. cordata)
  - Tilia xflavescens 'Dropmore'
- Tilia ×moltkei Späth ex C. K. Schneid.
- Tilia ×orbicularis Jouin.
- Tilia × petiolaris (T. tomentosa × T. ?).
- Tilia platyphylla, var. Aurea, Cordifolia, Laciniata, Rubra, Laciniata et Vitifolia.
- Tilia 'Spectabilis' (hybride, origine inconnue).
- Tilia tomentosa, var. Brabant et var. Petiolaris.

### Longévité

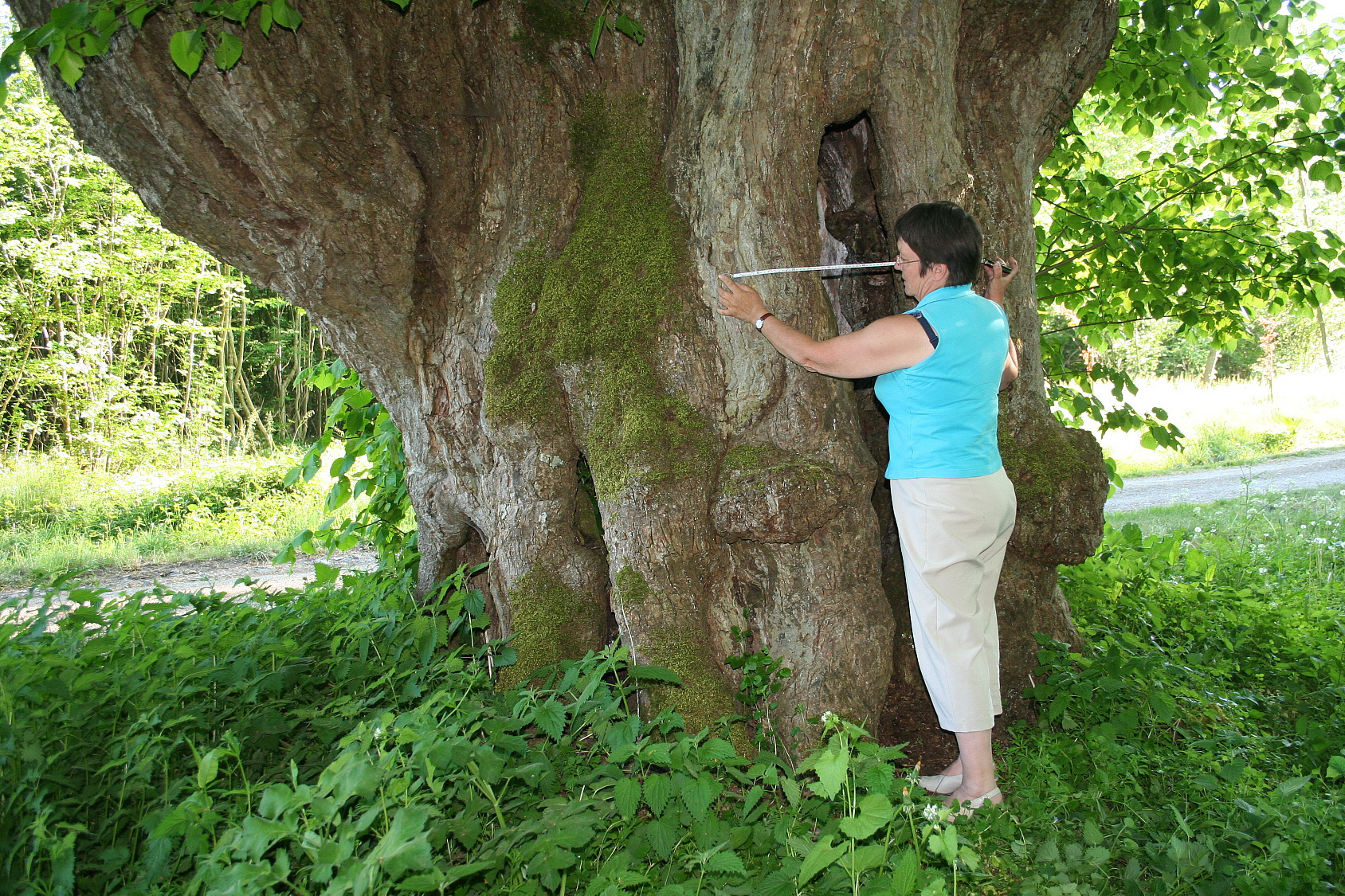
Tilleul dit Sabot de Saint-Nicolas, à Furnaux (Belgique) ; circonférence à 1.5 m du sol : 740 cm, en 2007.

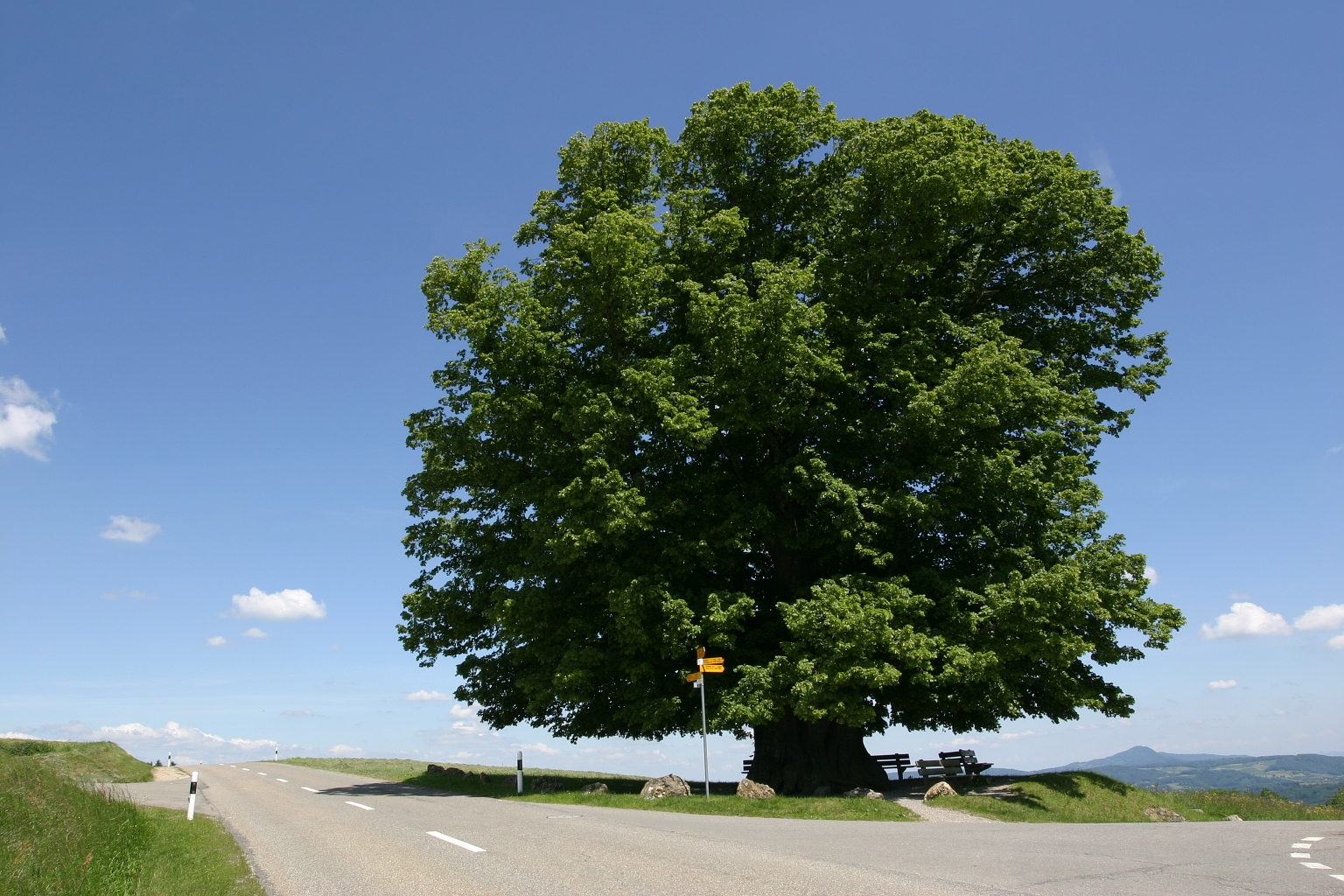
Le tilleul de Linn en Suisse doit avoir entre 500 et 600 ans.

En Basse-Bavière, un tilleul à grandes feuilles domine la place du village de Ried. Cet arbre est probablement le champion de son espèce. Selon Thomas Parkenham, auteur du Tour du monde en 80 arbres, c'est l'un des plus beaux arbres qu'il lui a été donné de voir. Pendant plus d'un siècle cet arbre porta le nom de Wolframslinde, c'est-à-dire le tilleul de Wolfram von Eschenbach, troubadour auteur de la version originale allemande de Parzival. Le poète fit de longs séjours au château voisin de Haidstein, où il tomba amoureux de la châtelaine. Certains prétendent que quantité de ses poèmes, y compris Parzival, ont été écrits en son honneur, dont certains alors que le poète était installé sous ce tilleul.
Selon l'estimation des historiens, cet arbre aurait mille ans. Il semble que ce soit là un maximum, le bois de tilleul étant trop tendre pour être résistant. Toutefois, il possède une capacité de régénération importante qui lui permet de rétablir une tête arrachée par une tempête. La majorité des tilleuls ne dépassent guère 400 ans, et les tilleuls à grandes feuilles semblent être les plus résistants,.

## Usages alimentaires
Si les fleurs et les feuilles, notamment celles des espèces européennes, sont les plus consommés, les fruits, la sève et le cambium des tilleuls peuvent également avoir un usage alimentaire.

### Les fleurs
Le tilleul est connu pour ses inflorescences parfumées, dont on fait des infusions au goût agréable. On peut également les ajouter aux salades estivales afin de les parfumer.

### Les feuilles
Les feuilles des tilleuls originaires d'Europe sont comestibles crues ou cuites. Elles sont légèrement mucilagineuses, ont un goût agréable et sont consommées, jeunes, en salade,. Ces feuilles contiennent des sucres intervertis, facilement assimilables, même par les diabétiques.
Les feuilles parvenues à leur maturité, une fois séchées, pulvérisées, tamisées, créent une farine verte très nutritive (riche en protéines) qui fut utilisée en France lors de la Seconde Guerre mondiale. Un kilogramme de feuilles fraîches donne 300 grammes de farine. Mêlée à des farines communes, on en fait du pain ou de la bouillie,.
Les feuilles séchées ont également été employées en lieu et place du thé.

### La sève
Récoltée lors du débourrage des bourgeons, la sève de tilleul peut être bue à l'instar de celle du bouleau. Il est possible de la faire bouillir pour en faire du sirop (opération fastidieuse, compte tenu de la très faible quantité de saccharose présent dans cette sève). Pourtant, dans certains ouvrages, l'existence de morceaux de sucre de Tilia ×europaeal est mentionnée.

### Les fruits

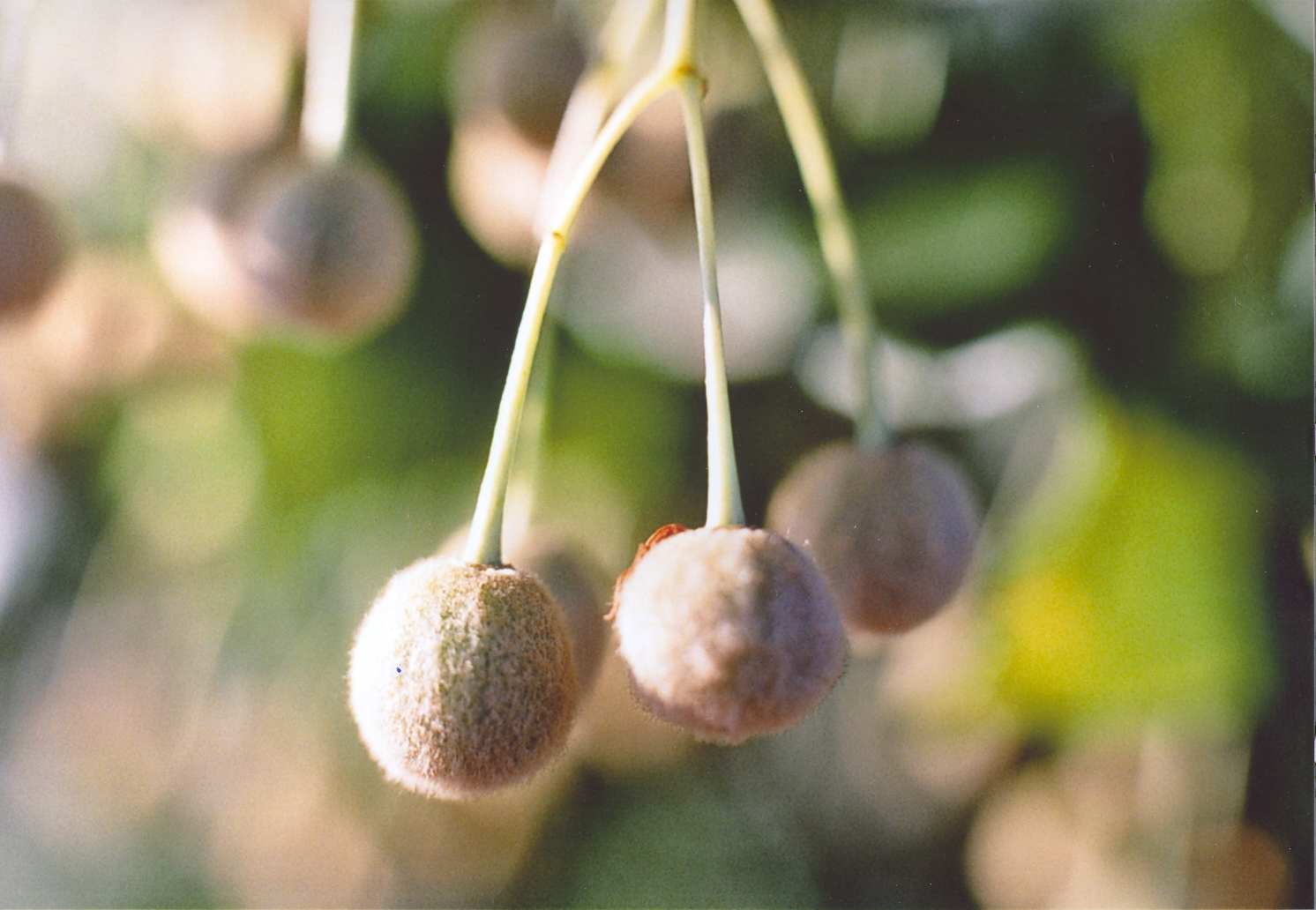
Tilia cordata, fruits

Les fruits contiennent une graine (parfois deux) oléagineuses comestibles crues ou grillées (pour en faire une sorte de pâte à tartiner). Le français Missa[Qui ?], médecin de la faculté de Paris découvrit au XVIIIe siècle qu'en broyant et en malaxant les fruits avec des fleurs de tilleul et du sucre, on obtenait un produit dont l'arôme était très proche de celui du chocolat.
Le chimiste prussien Andreas Margraff tenta de reproduire cet ersatz d'après les indications de Missa[Qui ?]. Mais il ne réussit qu'à obtenir un succédané pâteux, à la saveur assez éloignée du chocolat et rancissant rapidement. Ce procédé fut donc abandonné,.
Des fruits torréfiés, il a été fait un succédané du café.

### Le cambium
La « seconde écorce », le cambium, avec laquelle on préparait en Pologne une sorte de pain, le « pachana » est comestible.

## Bois et fibres

### Caractéristiques communes des bois de tilleul

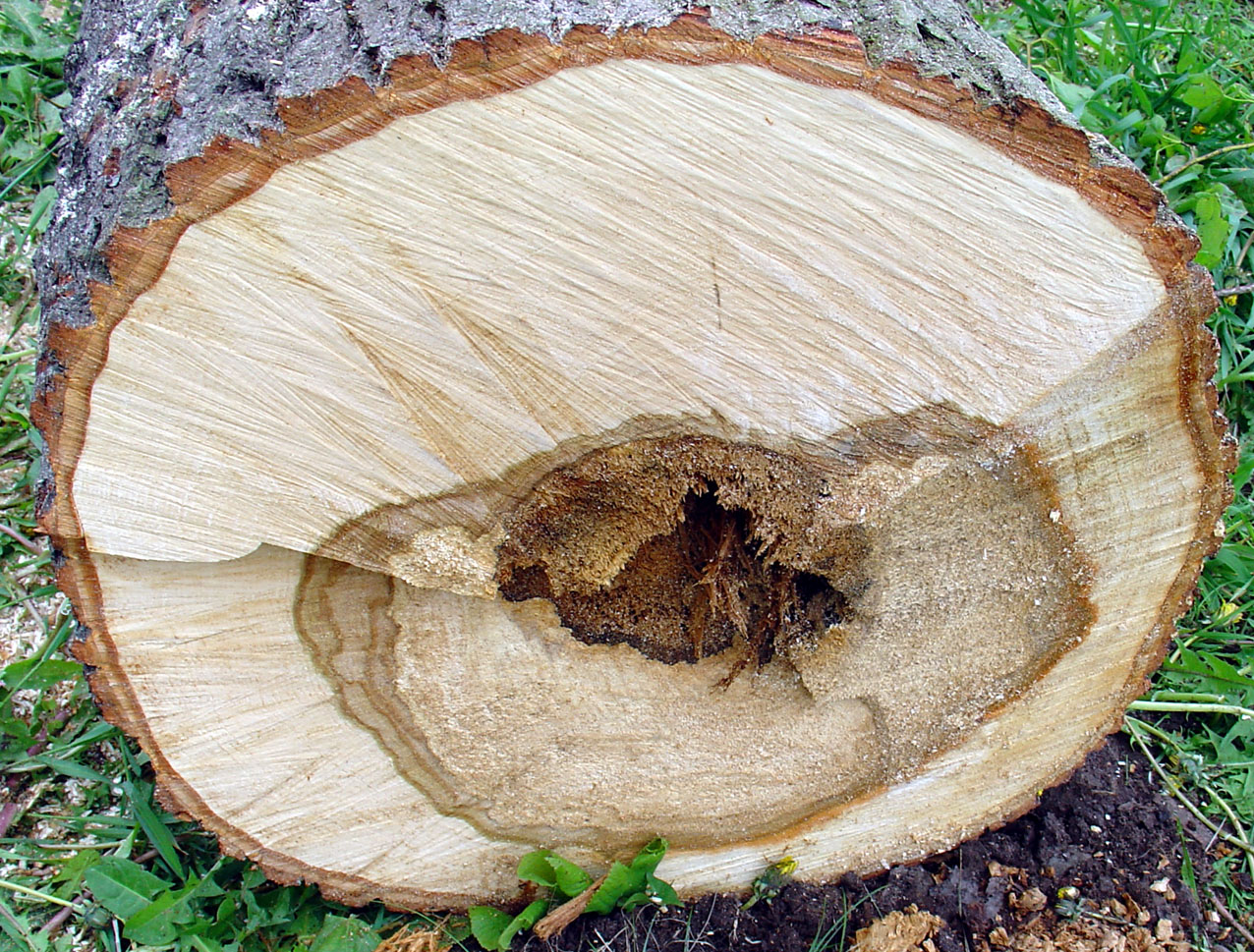
Coupe d'un tronc de tilleul.

Le bois de tilleul est homogène, aux limites de cernes peu marquées. L'aubier et le bois de cœur sont non distincts. Il est jaunâtre à roussâtre, blanchâtre ou rosâtre, parfois veiné de vert avec quelques taches médullaires. Il a une odeur de poussière.
Le bois est de densité faible pour les espèces européennes, et moyenne pour celles d'Amérique du Nord. Il est tendre et facile à travailler, à scier, tourner et sculpter. Au séchage, il se rétracte fortement. Une fois sec et mis en œuvre, il est très stable. Ce bois est peu durable et inadapté aux utilisations extérieures, mais est correctement durable à l'état sec. Le tilleul fut utilisé notamment à l'époque de Michel-Ange, ou par Grinling Gibbons,.
En Europe, le bois de Tilia cordata est plus apprécié que celui de Tilia platyphyllos, car ce dernier est réputé pour être plus tendre et moins résistant, le tronc souvent plus large, mais présentant des formes moins satisfaisantes. Faute d'étude scientifique, il est actuellement impossible de distinguer avec certitude le bois de Tilia platyphyllos de Tilia cordata.

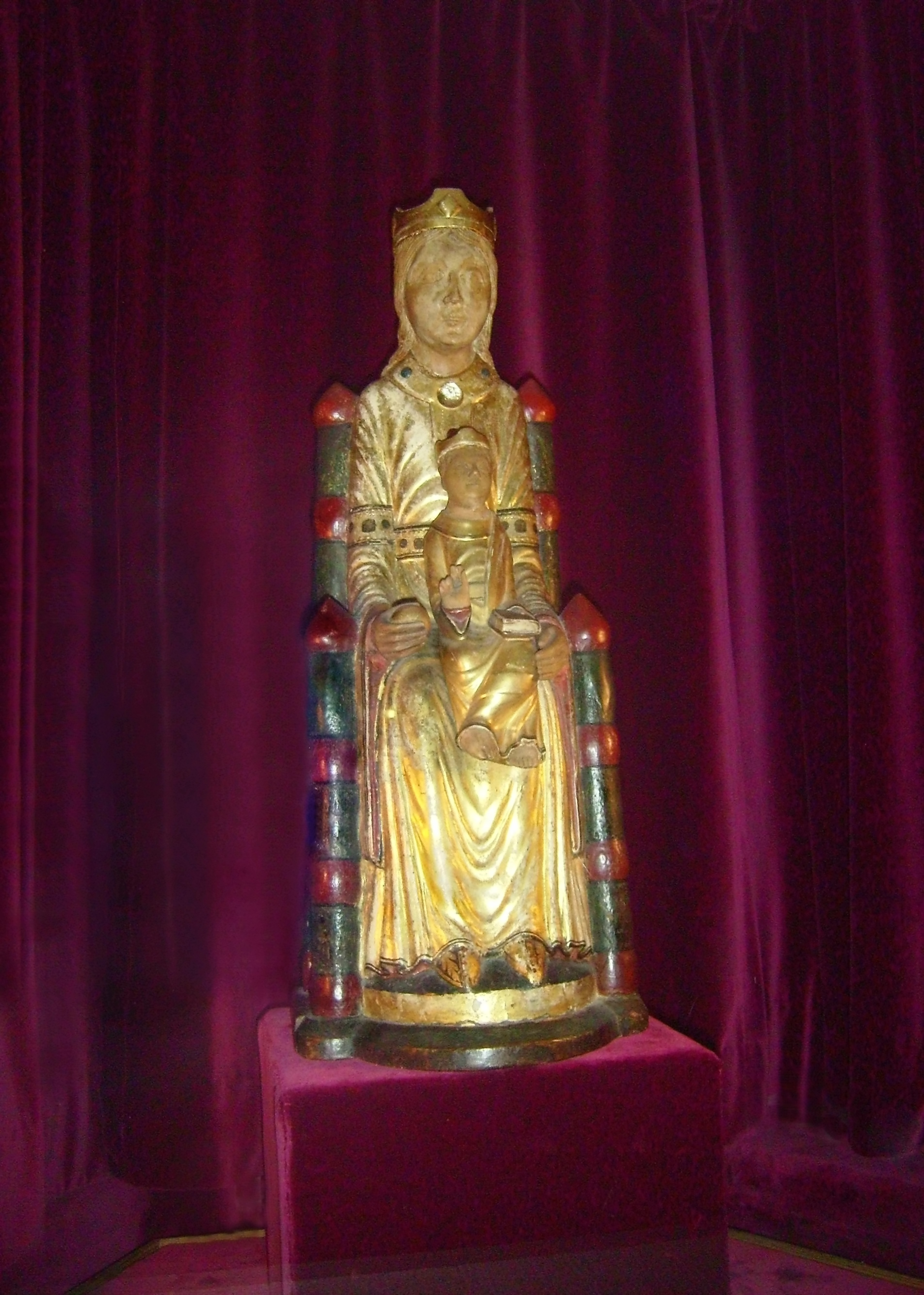
La Vierge de Cologne, sculptée en bois de tilleul doré (hauteur 57 cm, XIIIe siècle).

Apprécié pour son homogénéité et son travail facile, le bois de Tilia cordata ne convient pas là où une forte résistance mécanique est nécessaire. Il a néanmoins de nombreuses utilisations.
- Traditionnelles : sculpture, sabots légers, ustensiles de cuisine, instruments de dessin, bobines de fils, plateaux d'imprimerie, pinceaux plats, crayons, allumettes, moules de fonderie, meubles, jouets, boîtes et récipients divers, lutherie, ruches, prothèses, instruments de musique (virginal flamand), etc. Dans l'art sacré orthodoxe, le tilleul est le seul bois autorisé comme support des icônes.
- Contemporaines : bois d'ébénisterie (parties sculptées), sculptures de toutes sortes, tournerie, crayons, placages, pâte à papier, panneaux de fibres et de particules.

En Dauphiné, le bois de tilleul est utilisé pour confectionner des coffres à grains, car c'est un bois que les rongeurs ne peuvent détruire sans danger pour eux de suffocation, en raison de sa pulvérulence.
Le charbon de bois, quant à lui, est très prisé pour le dessin et ses propriétés filtrantes. Il était utilisé dans la fabrication de la poudre de fusil.

### Corderie
On utilise l’écorce interne, appelée « teille » ou « tille », du tilleul pour confectionner de la ficelle et de la corde d’une grande qualité[réf. souhaitée].

## Utilisation en parfumerie
Les connaisseurs savent distinguer les parfums des fleurs de tilleul de différentes provenances. La substance produisant cette senteur, le farnésol, fut découverte à Zürich en 1923 par Leopold Ruzicka, Prix Nobel de Chimie en 1939, connu pour ses nombreuses découvertes et synthèses de molécules organiques. Depuis, le farnésol occupe une place importante en parfumerie. Pour l'extraire, on traite les fleurs séchées à l'éther de pétrole. La concrète obtenue est vert foncé et possède une odeur herbacée de foin sec. L'absolue, quant à elle, est visqueuse et verdâtre.

## Utilisations médicinales
En plus de sa commercialisation comme plante alimentaire, le tilleul fait partie des 34 plantes médicinales (146 depuis 2008) légalement en vente libre en France.

### Les feuilles
Dans la médecine traditionnelle, pour l’usage interne, les feuilles étaient la seule partie de l’arbre qu’employaient les Anciens ; c’est ainsi que Pline l'Ancien les faisait mâcher aux enfants atteints d’ulcérations de la bouche : il leur reconnaissait, en outre, des effets diurétiques, emménagogues et hémostatiques.

### Les fleurs

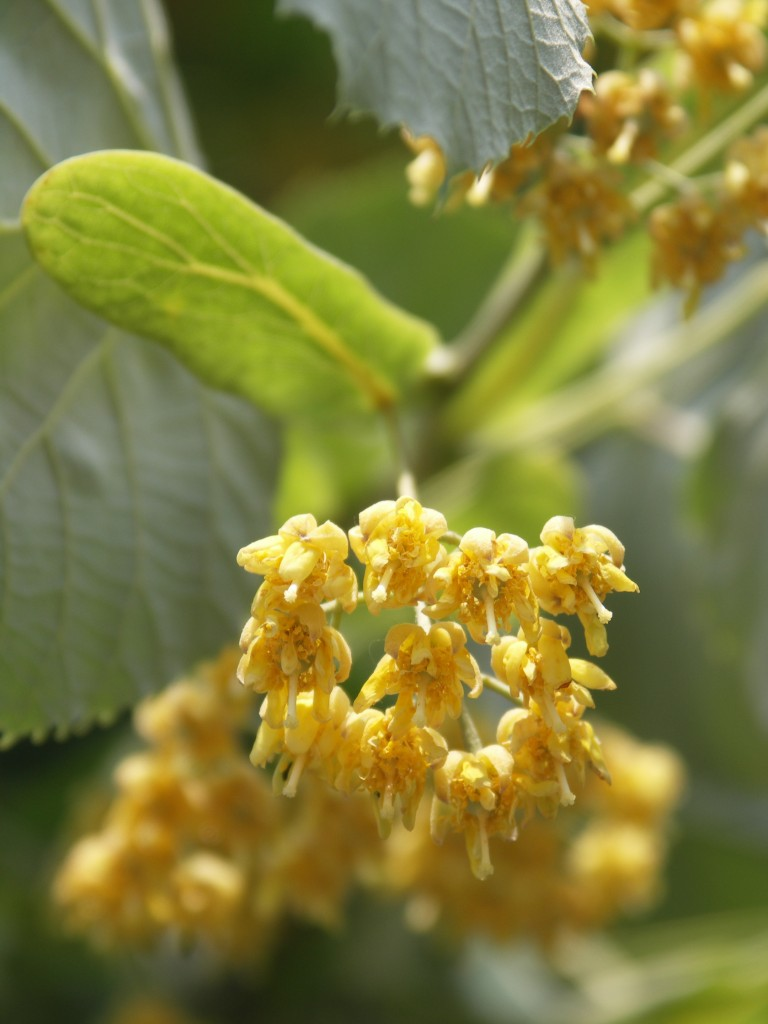
Fleurs (Tilia tomentosa).

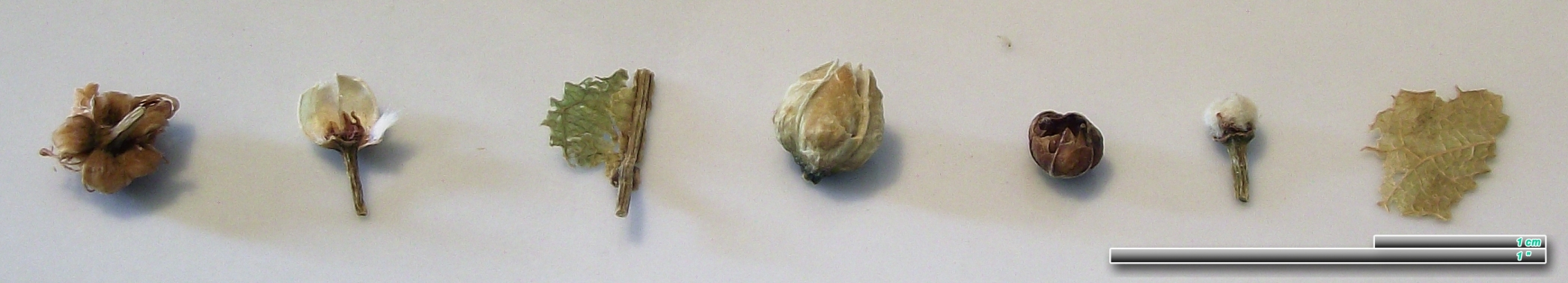
Tiliae flos : Fleurs sèches du tilleul à petites feuilles pour faire une infusion.

Ce n’est qu’à partir de la Renaissance que les fleurs du tilleul prirent place dans la pharmacopée. Pierandrea Mattioli en prône l’usage contre les défaillances du cœur, Friedrich Hoffmann recommande l’infusion théiforme des fleurs comme un spécifique de toutes les affections caractérisées par des spasmes douloureux, Herman Boerhaave en fait un excellent remède des convulsions de l’enfance, des vertiges, de l’hypocondrie.
Les fleurs du tilleul commun renferment du mucilage, des huiles essentielles (38 %, dont le farnésol) des tanins, des glucosides, des gommes, des sucres, du manganèse et de la vitamine C. En teinture-mère ainsi qu'en infusion, elles sont recommandées dans de nombreux cas de troubles nerveux (fatigue, crises d'angoisse, neurasthénie), de migraines, de grippe, et d’insomnies. Ces fleurs sont des anti-dépresseurs, des euphorisants et des sédatifs. Elles seraient également antispasmodiques, diaphorétiques, rendraient le sang plus fluide et favoriseraient sa circulation. À dose plus forte, l'infusion devient excitante et peut causer des insomnies. On a par contre surestimé les capacités du tilleul dans le traitement de véritables névroses ou même de l'épilepsie.
La forme la plus commune est l'infusion de fleurs sèches, de préférence débarrassées de leurs bractées qui renferment des tannins en excès. En 1957, année de forte grippe en France, on infusa 500 tonnes de fleurs de tilleul (20 % de plus que la moyenne). Les bains calmants sont aussi recommandés. Étonnamment, en Europe, la tisane de tilleul ne serait utilisée que depuis le XVIe siècle.
En Provence, il existe une véritable production industrielle de fleurs de tilleul depuis deux siècles. La récolte se fait autant sur des arbres solitaires que dans des vergers dont les arbres sont taillés et greffés spécifiquement. Les fleurs sont séchées à l'ombre dans des greniers ou des fours où elles sont brassées régulièrement. Quatre kilogrammes frais donnent un kilogramme de fleurs séchées. Il existe des cultivars particuliers favorisant la résistance des branches au poids des échelles. Le cru de Carpentras (Drôme, Vaucluse, Hautes-Alpes, Basses-Alpes) est un des plus réputés. On y cultive notamment le tilleul commun. Cette région livre plus de 80 % de la production française (250 tonnes). Réalisée par sélection empirique, la variété « Benivay » (venant de Bénivay-Ollon en Drôme provençale) voit sa bractée mesurer 15 à 20 cm. En 1985, non loin du mont Ventoux, est la Confrérie des Chevaliers du Tilleul des Baronnies. Son but est de promouvoir l'arbre porté sur leur blason. Ils organisent chaque année, début juillet, la foire du Tilleul, à Buis-les-Baronnies,.

### L'aubier
L'aubier est la partie du tronc constituée des cernes les plus récents, contenant le xylème. Noël Chomel, médecin ordinaire du Roi et professeur au Jardin Royal, écrivait en 1709, « la décoction du bois, surtout des jeunes branches de deux ans soulage les hydropiques ».
Aujourd'hui, l'aubier de Tilia platyphyllos et celui de Tilia cordata sont considérés comme un draineur général qui intervient spécifiquement sur le foie et la vésicule biliaire. Il est utilisé sous forme d'infusion, de teinture-mère ou d'extrait aqueux. C'est un cholérétique. Il permet ainsi une meilleure élimination des toxines organiques et des acides métaboliques perturbateurs. Son action hépato-tonique permet une meilleure filtration des toxines présentes dans le sang et leur élimination dans l’intestin par la bile dont le volume et la diffusion sont augmentés. Il est considéré par le professeur Jean Valnet comme un dissolvant spécifique de l'acide urique et un diurétique remarquable. C'est aussi un antispasmodique qui permet la dissipation des migraines. Il a, par ailleurs, une action sur les phénomènes d'hypertension. Enfin, les phytothérapeutes le donnent dans les cas de rhumatismes aigus, et notamment en cas de crise goutteuse, il rentre également dans la composition de certains régimes amaigrissants,.

### Les bourgeons

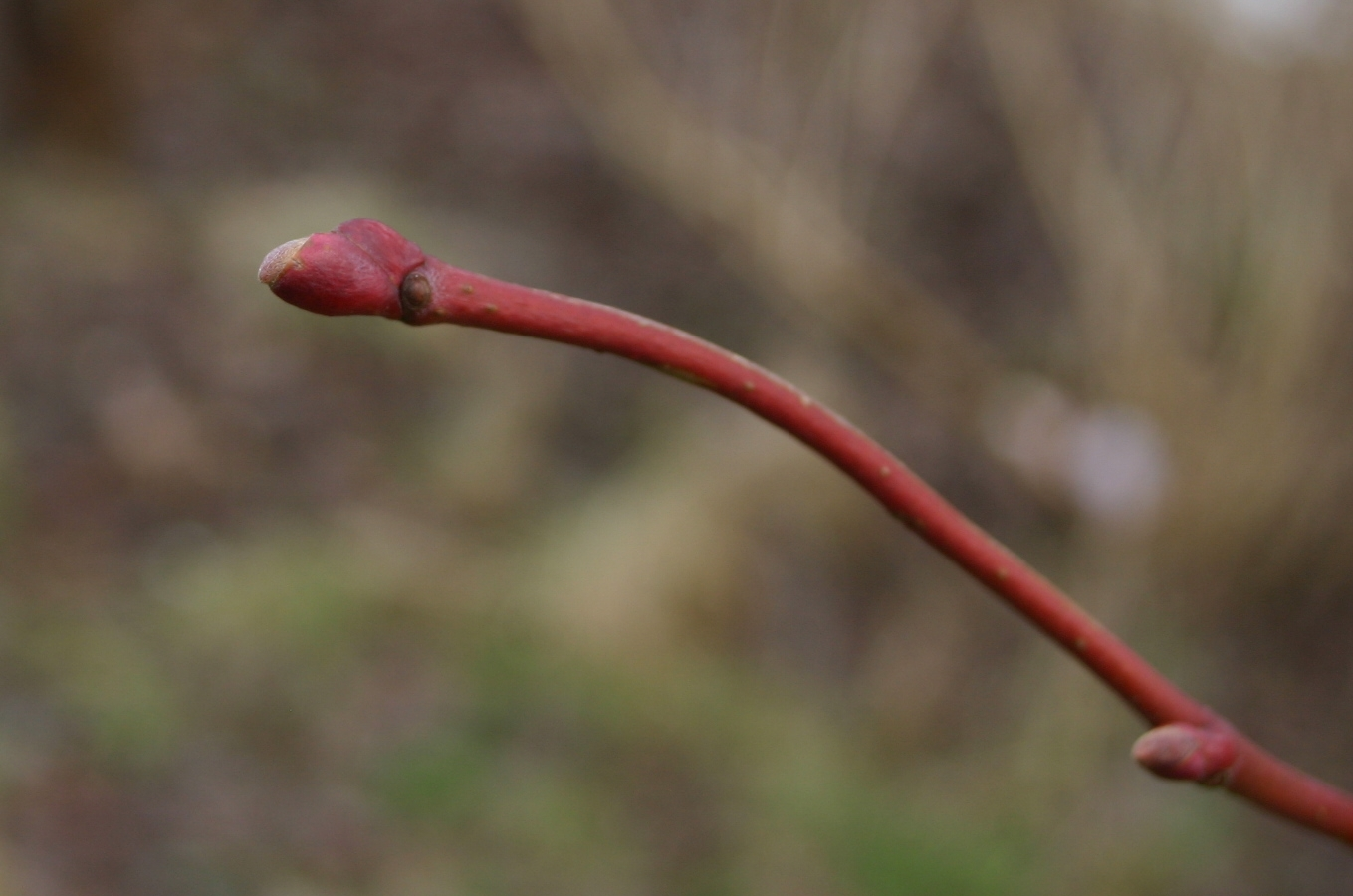
Bourgeons (Tilia cordata).

En gemmothérapie, il est recommandé d'utiliser les bourgeons tout juste débourrés du printemps, spécifiquement ceux de Tilia tomentosa.
En effet, une dilution homéopathique du macérat glycériné de bourgeons soignerait de façon intense la ménopause (bouffées de chaleur) et serait un fort tranquillisant. Selon P. Andrianne, « le macérat glycériné de tilleul s'indique dans tous les cas d'insomnie, spécialement chez les enfants. Remarquable draineur du système nerveux, il favorise le sommeil mais en augmente aussi la durée. Sa prise régulière contribue à détoxifier l'organisme, principalement du cholestérol et de l'acide urique, uricémie ». De manière plus subtile, il soignerait les problèmes de thyroïde, serait anti-inflammatoire et entrerait dans certains régimes amaigrissants.
Le Docteur Bach, pour ses élixirs floraux utilise le bourgeon de Tilia tomentosa pour soigner les « Chagrins d'Amours que l'on croyait éternels ».

### Autres
Si toutes les parties du tilleul ont été expérimentées par les médecins, elles ont également servi d’objet aux recherches des chimistes. Pour exemple la vanilline et la tiliadine extraites de l’écorce ; le miellat, substance sucrée qui contiendrait 40 % d’une matière identique à la Mélézitose de la manne de Perse ; l’huile présente dans les graines, qui, par son aspect et par sa saveur, peut rivaliser avec huile d’olive.
Le docteur Henri Leclerc, avance que l'extrait fluide associé à l'hydrolat de tilleul possède une efficacité prouvée dans le traitement de l’athérosclérose.

### Nectar, miellat et pollen

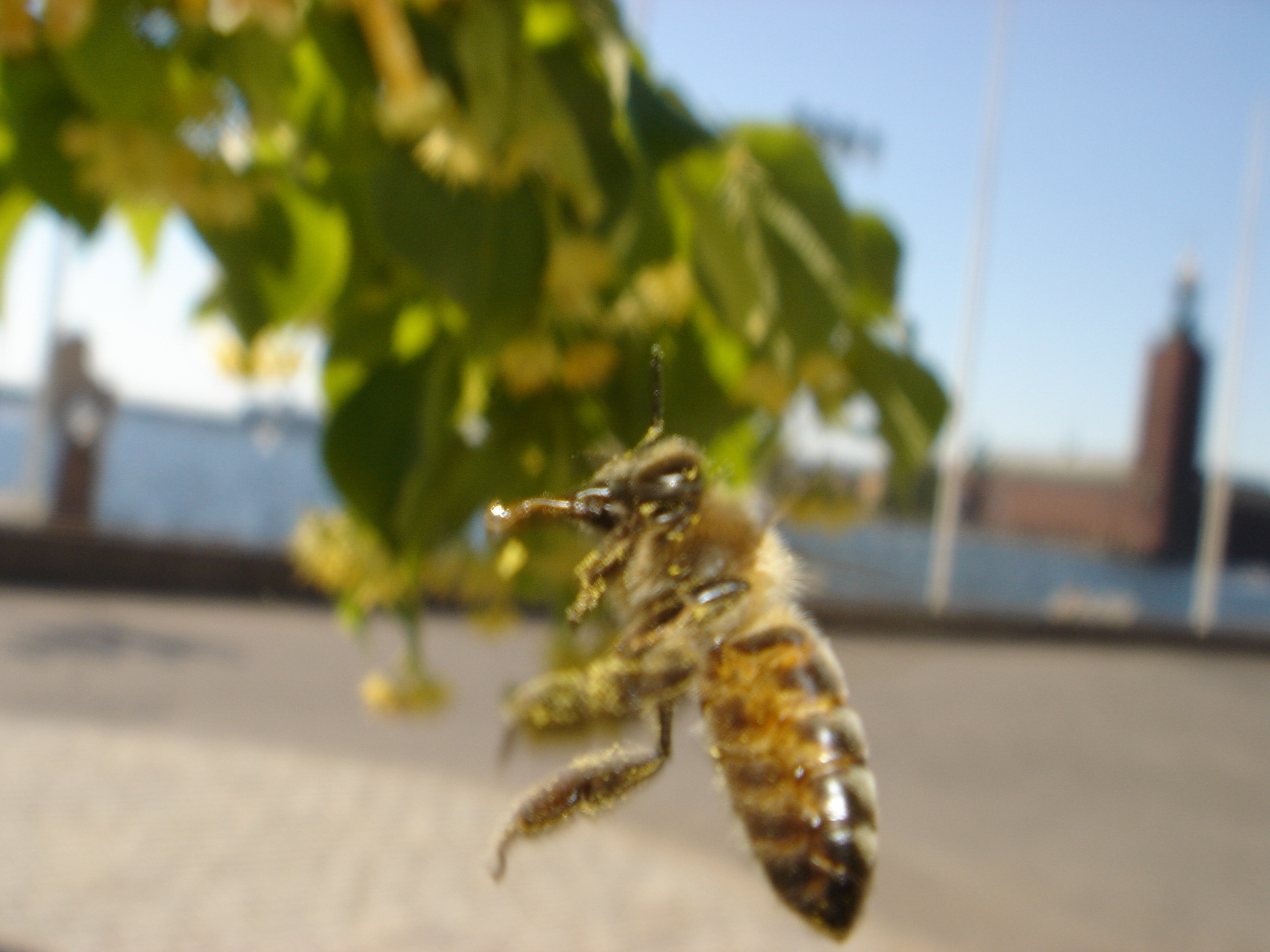
Abeille et tilleul.

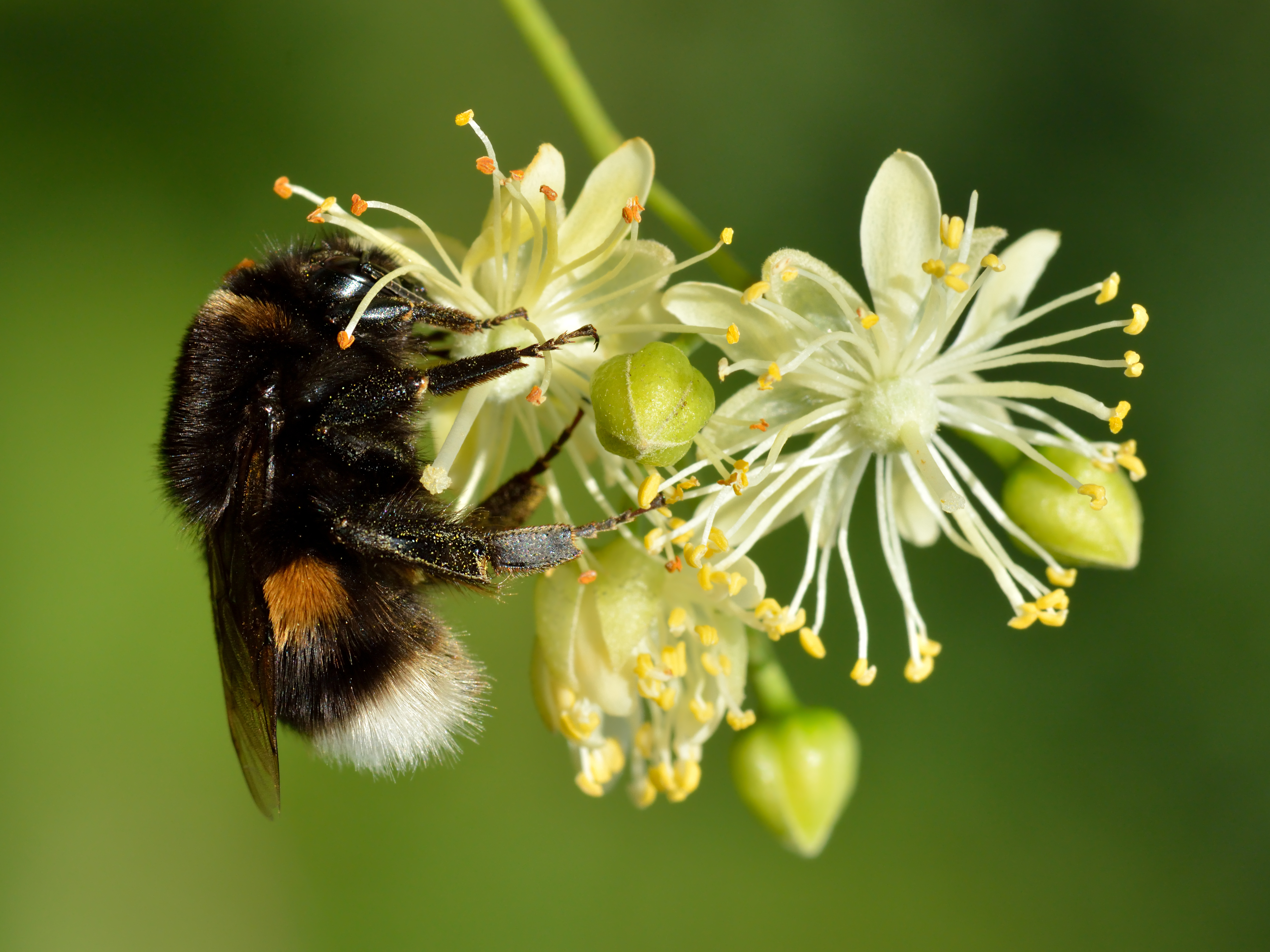
Tilia cordata

Les tilleul à grandes feuilles et tilleul à petites feuilles représentent pour les abeilles un apport important en nectar et en pollen aux mois de juin/juillet. Le miel de tilleul se récolte essentiellement en Roumanie. En France, on le récolte dans le bassin parisien dont Paris intra-muros et quelques terroirs des Pyrénées, des Alpes, du Massif Central et du Jura. La sécrétion de nectar est plus importante par temps peu humide et assez chaud. Intense et très rapide, la miellée s'achève en quelques jours. De ce fait, sa production est capricieuse.
Les nectars de Tilia oliveri, Tilia euchlora, Tilia tomentosa et Tilia dasystila sont considérés comme toxiques pour les abeilles et les bourdons. En juillet, on trouve de très nombreux bourdons et abeilles morts sous ces arbres. On a pu dénombrer jusqu’à 200 insectes morts par jour et par arbre. Le tilleul ne produit pas de propolis.
Au mois de juillet, les abeilles ne se contentent pas de visiter le fond des corolles, elles récoltent également le miellat, produit par les pucerons de l'espèce Eucallipterus tiliae, se développant sur le feuillage dont ils ponctionnent la sève. Cette sève digérée, ils régurgitent le miellat brillant et collant sur les feuilles, véritable friandise pour les abeilles. En effet, après l'avoir longuement léché, ce miellat est une fois de plus digéré, ventilé et stocké à l'instar du nectar.
Le miel de Tilleul peut soit rentrer dans la composition poly-florale du miel de forêt soit faire l'objet d'un miel mono-floral. Dans ce cas, il est ambré-clair et prend, à l'état solide (cristallisation courte à longue), une teinte jaune plus ou moins sombre dont la granulation est moyenne. À l'état liquide, la présence de miellat fonce sa couleur. Au nez, son odeur mentholée caractéristique est forte, assez persistante. En bouche, l'arôme très puissant d'infusion de tilleul et de menthol est souvent associé à une saveur balsamique et persistante. Il laisse régulièrement une légère amertume en fin de bouche. Sa conservation est bonne malgré sa teneur en eau parfois élevée. Le miel de tilleul est conseillé aux personnes nerveuses et insomniaques,.

## Multiplication
La propagation du tilleul s'opère de diverses façons.

### Semis
Une stratification après la récolte donne des graines prêtes à être semées dès le deuxième printemps qui suit la maturité. Les espèces principales (T. americana, T. cordata, T. heterophylla, T. mongolica, T. petioolaris, T. platyphylla, T. japonica et T. mandschurica) peuvent être multipliées de cette façon.
T. cordata et T. platyphylla donnent des graines dont l'écorce est imperméable et dont l'embryon n'est pas très développé à la maturité des fruits. Une stratification prolongée ou des traitements destinés à raccourcir la dormance permettent d'obtenir une meilleure germination.

### Greffage
Le greffage à l'anglaise et la greffe à l'écusson sont également pratiqués. T. platyphylla est préféré comme porte-greffe, pour sa vigueur, de manière à obtenir des espèces à forte croissance.
Les espèces à faible croissance (T. euchlora..., tilleuls dits « d'hiver ») sont greffées de préférence en tête. La question la plus importante est d'avoir, de bonne heure, des yeux bien mûrs, pour une greffe d'été,.

### Marcottage
Pour T. europaea (= intermedia, = hollandica) qui porte des graines stériles, il est encore pratiqué, mais les plants obtenus n'auront jamais la vigueur d'autres plantes venues de graines ou de greffes. Le marcottage est encore utilisé pour T. mandschurica, T. mongolica et T. japonica.

### Exigences
Le Tilleul se plait assez bien sur tout sol meuble et fertile, de préférence assez frais.
Les Tilleuls issus de graines ont des systèmes aériens différents les uns des autres. Ils donnent des arbres aux ports dissemblables et sont peu appréciés comme arbres d'allées. Par ailleurs, la chute de leurs feuilles commence souvent tôt, en plein été.

## Collections et culture en France
En France, une collection de Tilia, comprenant 45 taxons, est gérée par le conservatoire de Tilia dans le cadre de l'Arboretum de Versailles-Chèvreloup situé dans la commune de Rocquencourt (Yvelines), établissement rattaché au Muséum national d'histoire naturelle de Paris. Cette collection a été reconnue comme collection nationale par le Conservatoire des collections végétales spécialisées (CCVS).

En Gascogne, à La Romieu, les jardins de Coursiana hébergent une collection de tilleuls, classée nationale en 2000 par le CCVS (Conservatoire des Collections Végétales Spécialisées). Son recensement de 2010 a permis d’inventorier 31 espèces pures, 8 espèces hybrides et 25 cultivars provenant de trois continents, l’Amérique, l’Asie et l’Europe (tous de l'hémisphère nord).
La plus grande collection de tilleuls de France (173 tilleuls pour 63 variétés) se trouve dans le parc du château de Regnière-Écluse (Somme), en bordure de la forêt de Crécy. Les arbres ont été fournis par l'Association pour la promotion de l'environnement dans le Vimeu (APEV) pendant l'hiver 2023-2024.

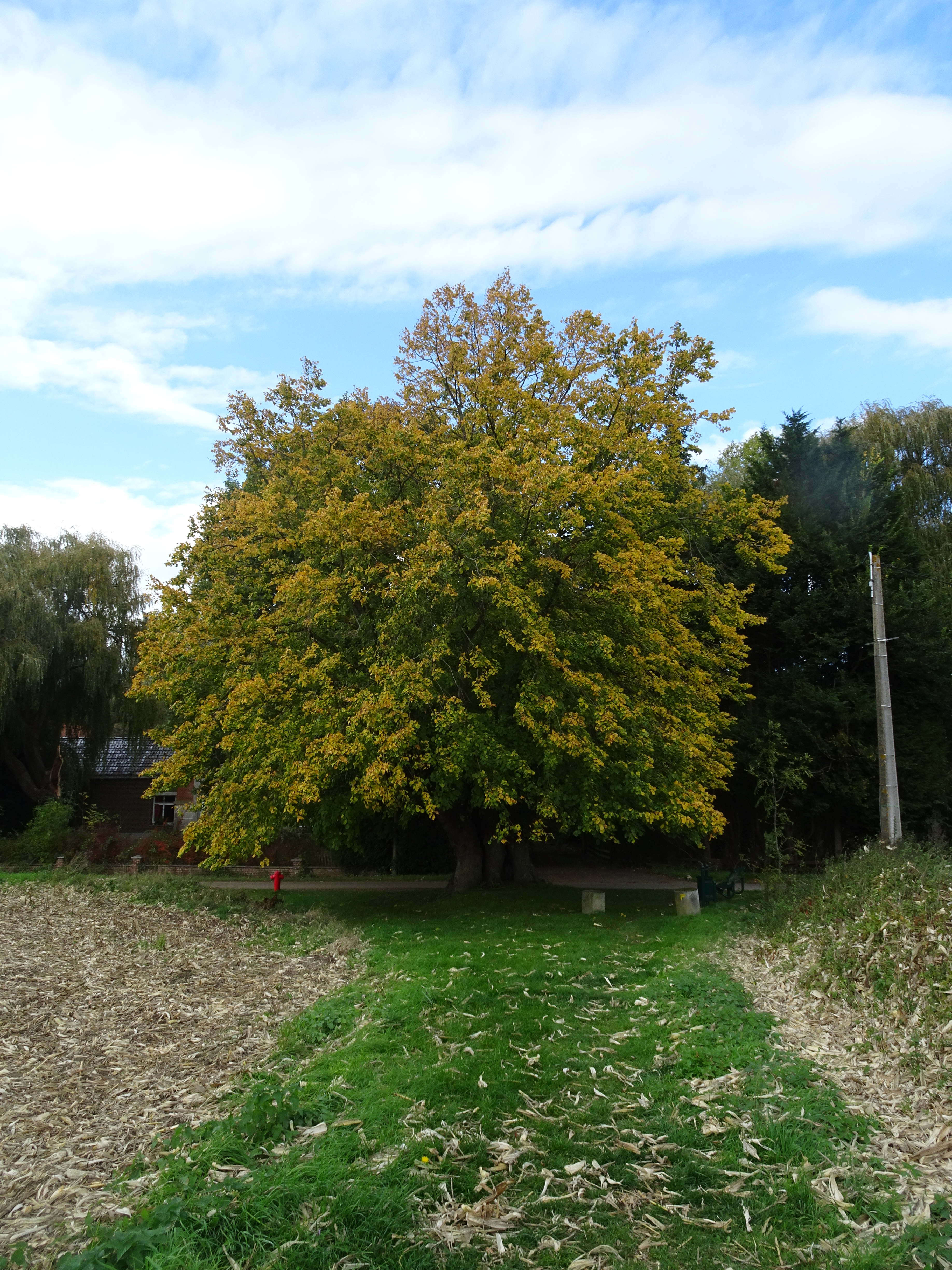
Aubers.- Tilleul du Joncquoy (2).

À Aubers, une commune française, située dans le département du Nord en région Hauts-de-France, le Tilleul du Joncquoy date du XVe siècle. Il a été sélectionné pour représenter la Région au titre « d’arbre de l’année 2020 ».

## Maladies et parasites

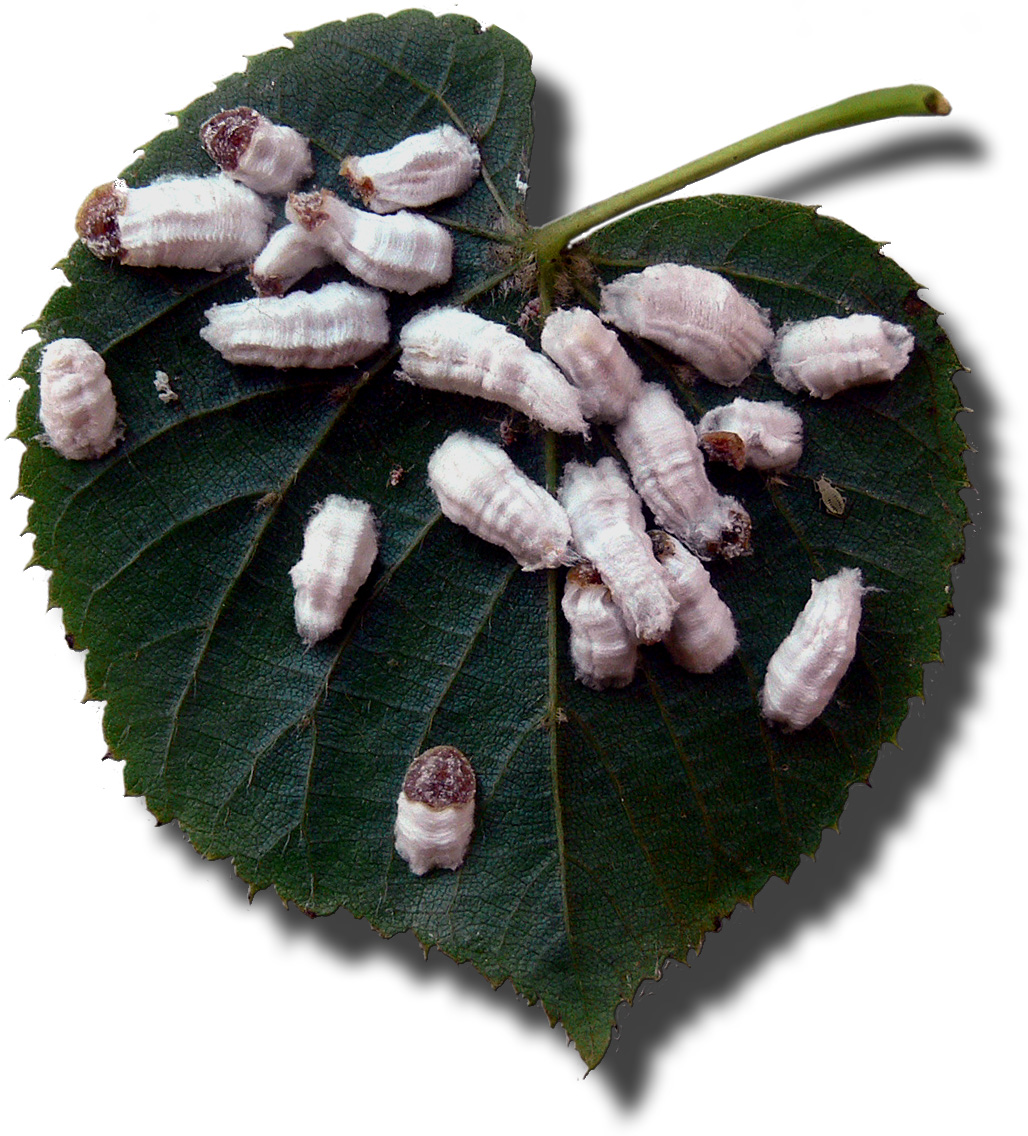
Le miellat de la cochenille pulvinaire est à l'origine des salissures qu'on trouve parfois sous les tilleuls. On peut éliminer ces cochenilles par application d'huile blanche à la fin de l'automne ou au début de l'hiver après la chute des feuilles.

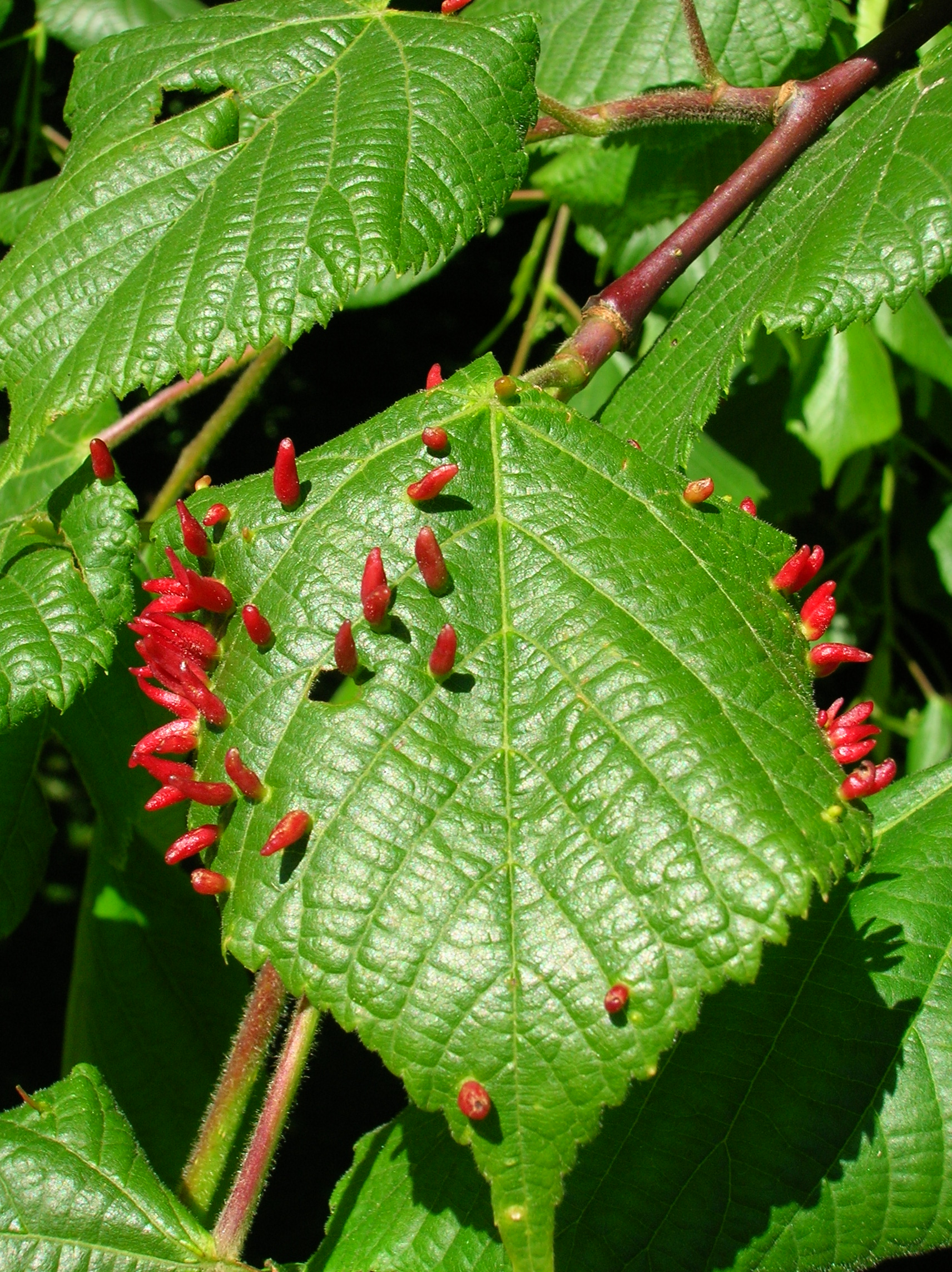
La galle cornue du tilleul est provoquée par un acarien microscopique nommé Eriophyes tiliae. L'arbre ne souffre pas de cette attaque mais si on est gêné par le côté inesthétique de ces excroissances, on peut appliquer des acarriens prédateurs ou un acaricide naturel à l'automne (huile de neem, purin d'ortie, solution de soufre...).

Tilia cordata est peu sensible à la sécheresse (il est capable de perdre ses feuilles puis de débourrer en cas d'apport d'eau) et supporte 2 mois d'inondation (Tilia platyphyllos : 2 à 3 semaines) Tilia platyphyllos est plus sensible aux gels tardifs que Tilia cordata, car ses bourgeons sont plus précoces. À l'inverse, ce dernier résiste moins bien aux bris de neige. Tous deux résistent bien aux tempêtes.
La cochenille pulvinaire (Pulvinaria hydrangeae) est un parasite répandu du tilleul. Elle se caractérise par des masses floconneuses blanchâtres ou des boucliers brunâtres (1 à 3 mm) sur les rameaux et sur les feuilles. Le miellat sécrété par ces cochenilles rend poisseux tout ce qui se trouve à l'aplomb des branches et l'arbre est affaibli en cas de fortes attaques. On peut observer un noircissement du feuillage dû à un champignon, la fumagine, qui se développe sur le miellat. Il résulte aussi de la présence de ces cochenilles des dégâts esthétiques et des salissures importantes des véhicules et matériels sous les arbres.
Les chenilles de plusieurs espèces de lépidoptères se nourrissent également du tilleul. Cependant, il n'existe pas de parasites dangereux : sur les feuilles de Tilia europaea, Tilia cordata, Tilia tomentosa ou Tilia platyphyllos se forment des galles « en clou » (cératonéons verts, jaunes ou rouges, la coloration étant due à l'accumulation de tanins toxiques dans les vacuoles cellulaires) formées par une réaction des tissus du parenchyme foliaire à la présence d'œufs puis de larves de plusieurs espèces d'acariens (Eriophyes tiliae tiliae, Eriophyes exilis, Phytoptus abnormis ou Aceria lateannulatus). Ces excroissances forment une touffe de poils à la base qui obstrue le minuscule opercule de la galle, mais affectent très peu la vigueur de l'arbre, car les larves quittent l'arbre dès l'automne pour s'installer sur les rameaux, sous l'écorce ou à la base des bourgeons où elles passeront l'hiver. Ces acariens sont suffisamment petits (de l'ordre de 0,1 millimètre de long) pour que leur rostre suce le contenu des cellules et évite la vacuole.

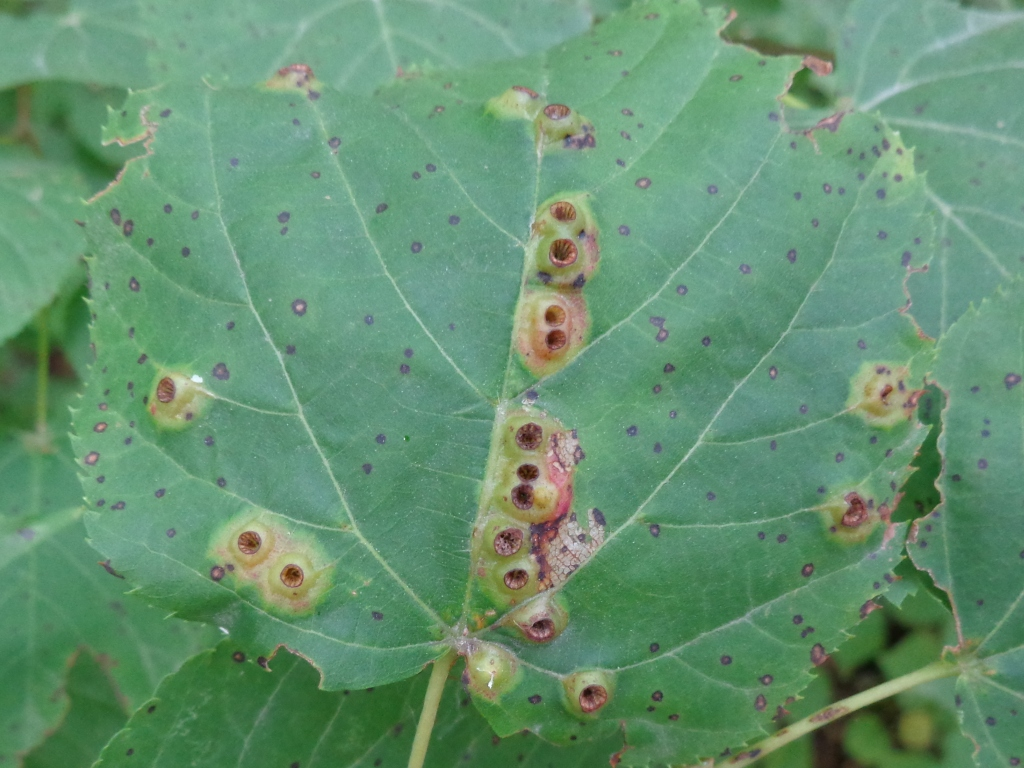
Galles de Didymomyia tiliacea (Lettonie).

Les tilleuls en alignement ou en plantation urbaine peuvent parfois héberger un autre acarien tétranyque, Eotetranychus tiliarum, fréquente, qui vide les cellules des feuilles par succion, leur donnant un aspect grisâtre, suivi de leur dessèchement et de leur chute précoce. L'utilisation de plusieurs acariens prédateurs de ce parasite pour la protection biologique intégrée est envisagée.
Les chevreuils représentent une véritable menace pour les jeunes tilleuls.

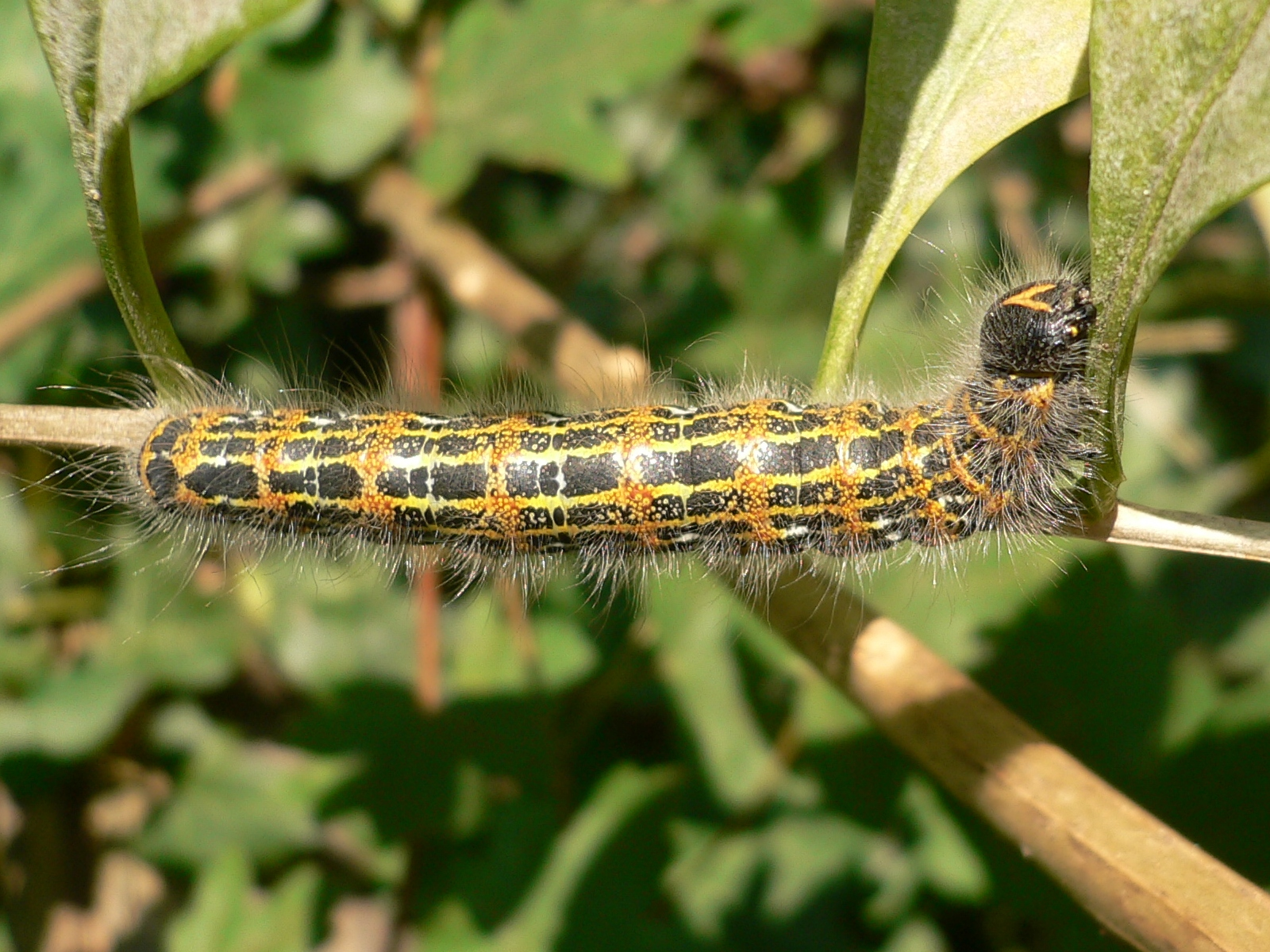
Bucéphale (Phalera bucephala).

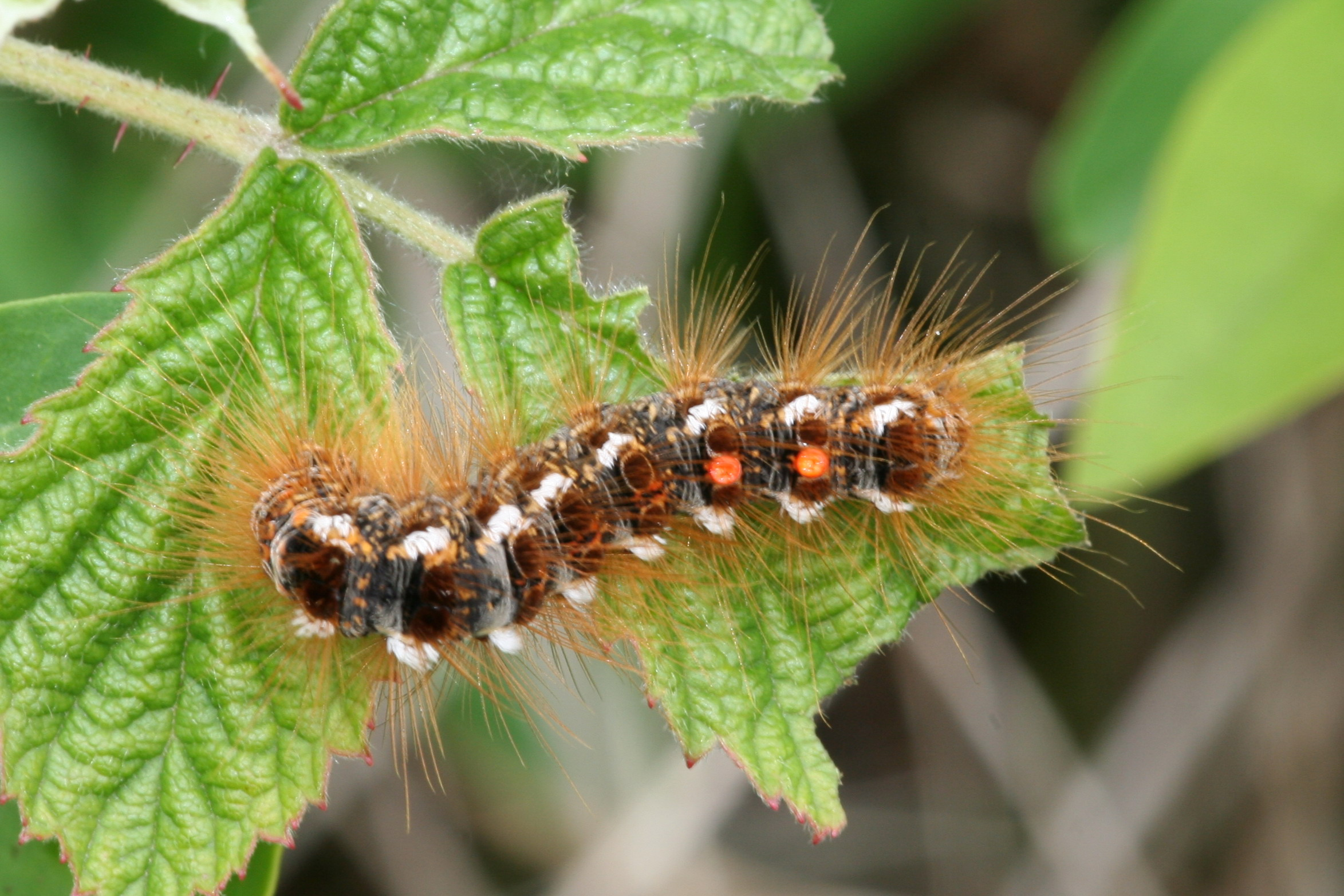
Bombyx cul-brun (Euproctis chrysorrhoea).

### Monophage
- Bucculatrix improvisa - sur le Tilia americana
- Coleophora tiliaefoliella

### Polyphage
Ces espèces sont polyphages :
| - Acronicta aceris - Acronicta psi - Aglia tau - Alcis repandata - Amphipyra berbera - Arctomyscis aceris - Arctornis l-nigrum - Biston strataria - Bucculatrix thoracella - Coleophora - Coleophora albovanescens - Coleophora anatipennella - Cosmia trapezina - Crocallis elinguaria | - Ennomos - Ennomos alniaria - Ennomos erosaria - Ennomos quercinaria - Epirrita autumnata - Erannis defoliaria - Erannis tiliaria - Euproctis chrysorrhoea - Eupsilia transversa - Hemithea aestivaria - Hypomecis punctinalis - Lycia hirtaria - Mimas tiliae | - Odontopera bidentata - Operophtera brumata - Orthosia - Orthosia gothica - Orthosia munda - Ourapterix sambucaria - Phalera bucephala - Phigalia pilosaria - Plagodis dolabraria - Ptilodon capucina - Sabra harpagula - Satyrium w-album - Sesia apiforis - Xanthia citrago |

## Us et coutumes
- Couleur :

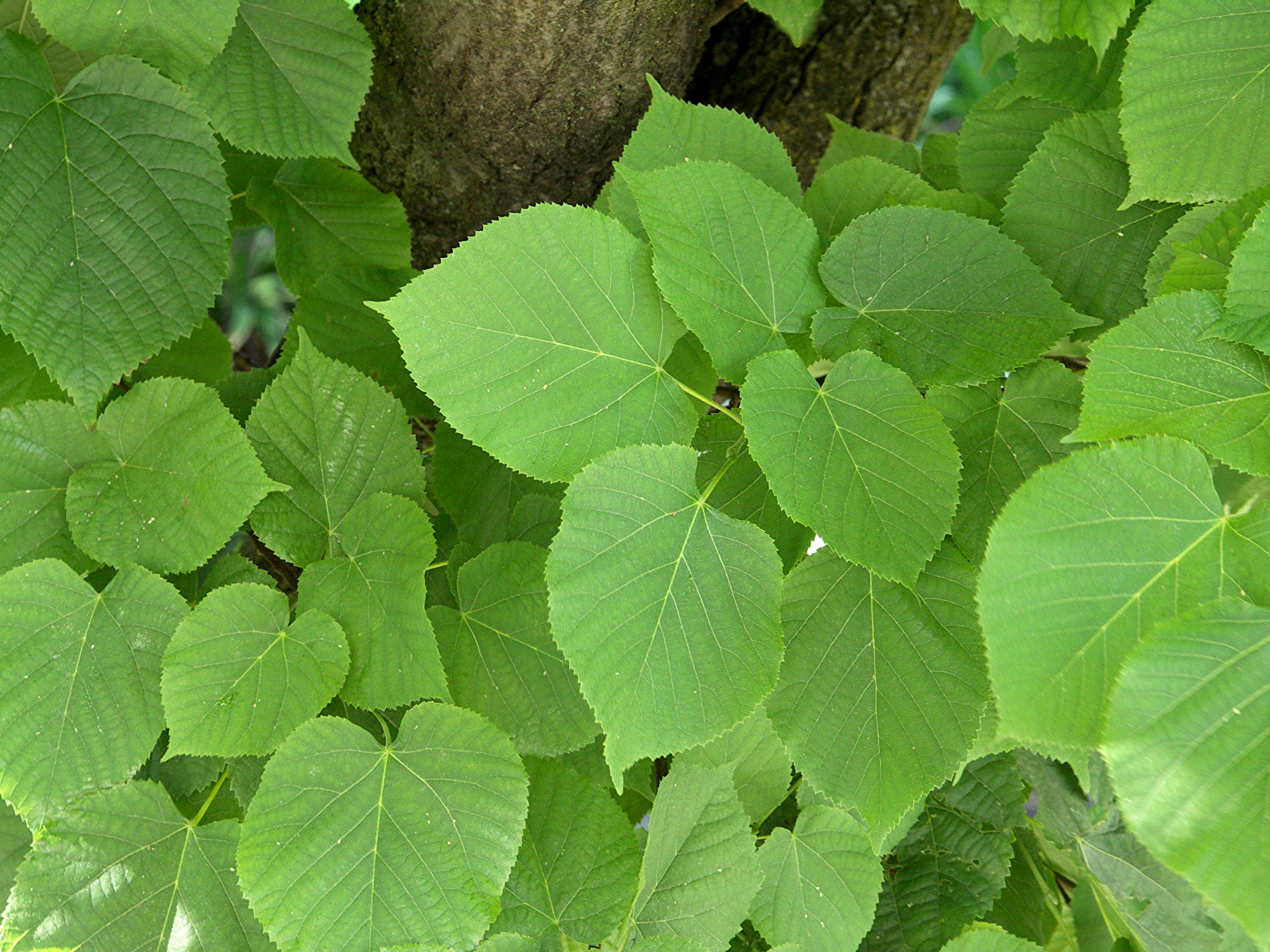
Feuilles vert...tilleul.

  - Tilleul est aussi une couleur : vert tilleul, qui est un vert clair, un vert doux.
- Calendrier :
  - En Pologne, le mois de juillet est appelé lipiec, « mois du tilleul »[12], tandis qu'en Croatie, c'est le mois de juin qui porte le nom de lipanj, de même signification.
- Monnaie :
  - En Croatie, de 1994 à 2022, la monnaie nationale, la kuna (dont le nom signifie « martre), était divisée en 100 lipa, nom qui signifie « tilleul ».
- Rugby à XV :
  - Le club allemand de rugby à XV, TSV Victoria Linden, de Hanovre (créé en 1900) a pour emblème un tilleul.

## Symbolique

### Feuilles, amours et arbres à danser

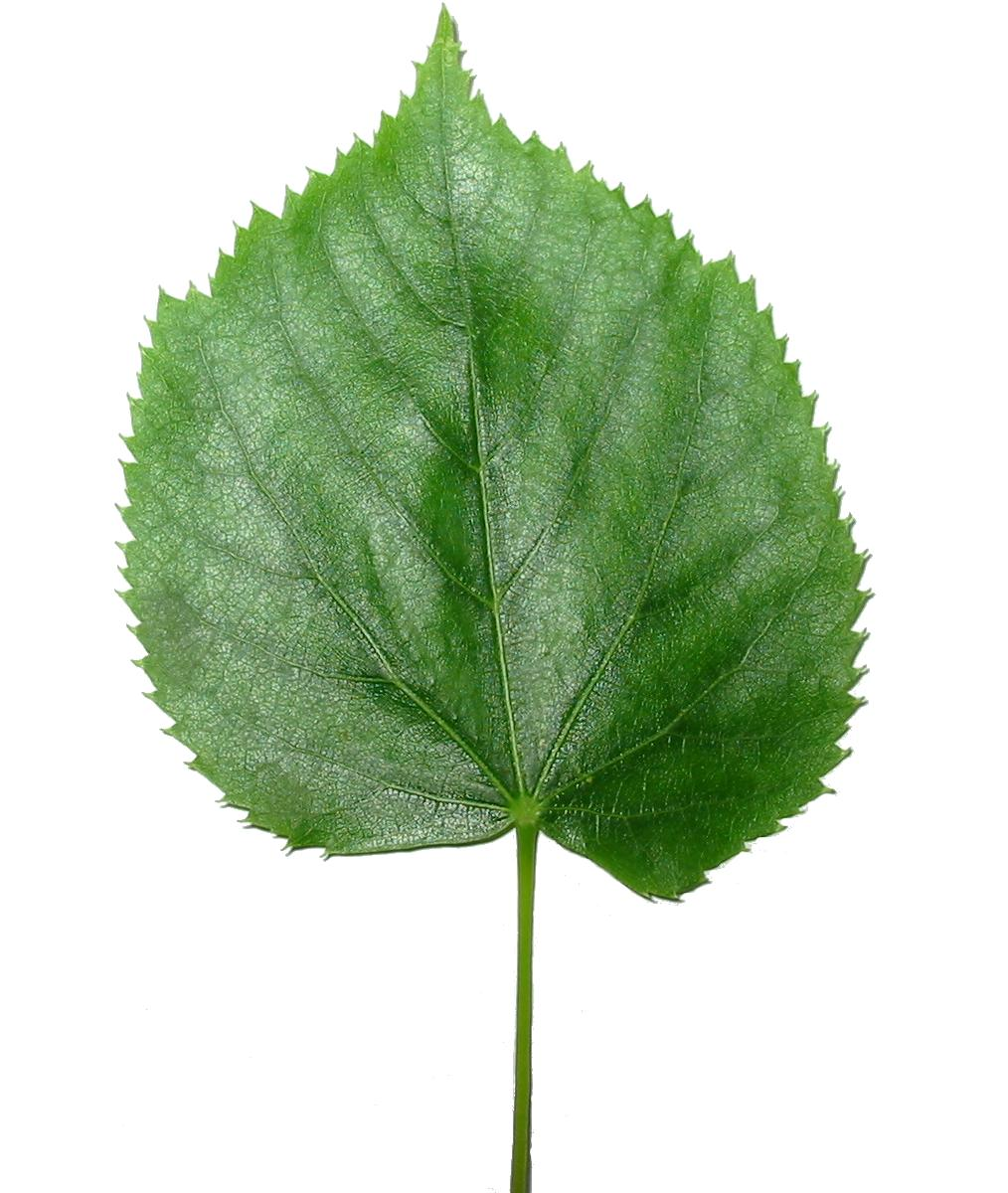
Feuille de tilleul, en forme de cœur

Les tilleuls ont des feuilles en forme de cœur... la mythologie en a fait un symbole d'amour et de fidélité.
- « Pour peu que les époux séjournent sous leur l'ombre, ils s'aiment jusqu'au bout malgré l'effort des ans. » (Jean de La Fontaine, Philémon et Baucis, Fables, Livres XIII) On retrouve également dans ce même récit rapporté par Ovide, la symbolique de la générosité : Zeus transforme Baucis, femme généreuse en tilleul, pour que selon son vœu, elle reste très longtemps près de son époux, lui-même transformé en chêne[12].

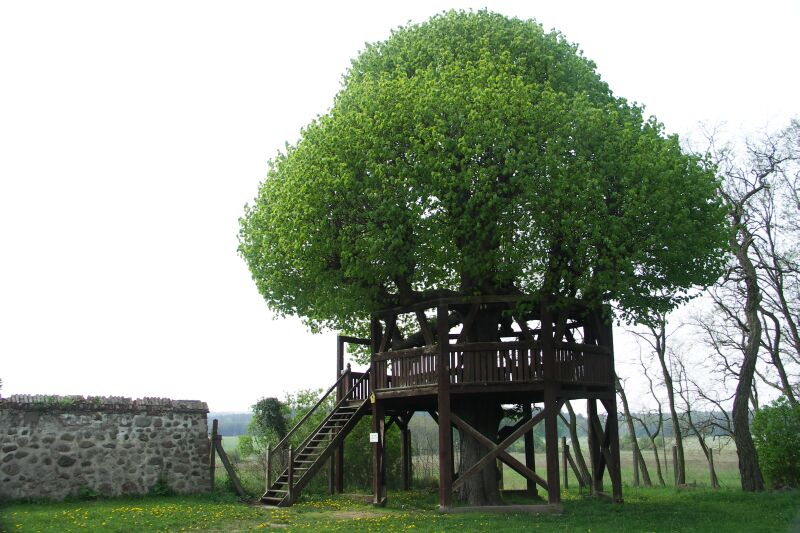
Tanzlinde, le tilleul de danse de Galenbeck.

- Dans les pays germaniques, certains tilleuls étaient taillés selon un rituel bien précis et étayés par des béquilles de bois ou des piliers de pierre. Cette taille particulière permettait à ces arbres de faire office de « tilleuls à marches » (Stufenlinden). À l'ouest de Bamberg (Allemagne) se situe un tilleul composé de sept niveaux, mais seuls les inférieurs ont un rôle pratique. À Limmersdorf et Peesten, on rencontre également des « tilleuls à danser » (Tanzlinden), dans lesquels se trouvent des pistes de danse (ou des passerelles). Des escaliers taillés dans le tronc ou d'autres en colimaçon permettent d'y accéder. La plupart ont aujourd'hui disparu ; toutefois, il est possible d'en rencontrer en Bavière.

Lors des célébrations, le tilleul devenait le centre des festivités : les villageois le décoraient et dansaient autour de son tronc à l'occasion d'un mariage. En effet, les jeunes mariés venaient danser à l'intérieur de l'octogone ou sur les pistes de bois et se souhaitaient bonheur et amour. Une autre coutume voulait que l'on fête le printemps et la nature au mois de mai autour de ces arbres (vivants ou abattus pour l'occasion) sur la place du village. Ces arbres étaient appelés des « mais ». En France, l'usage de ces mais a évolué pour se transformer en arbre de la liberté pour les sans-culottes,.

### Tilleul de justice
- En Suisse et en Allemagne, il était d'usage de rendre la justice sous un tilleul, dit « tilleul de justice[45] ». Cette tradition était aussi en vigueur dans l'Est de la France.

### Révolution française
- Une grande partie des 60 000 arbres plantés dans chaque commune de France en 1792 furent des tilleuls. Ainsi, cet arbre fut érigé en arbre civique, arbre symbole de la liberté, symbole qui fut repris lors du bicentenaire de la Révolution française. En effet, en 1989, le tilleul a officiellement été choisi en France pour commémorer la Révolution de 1789[12].
- Vieux arbres creux, les émousses de tilleul étaient des caches utilisées par les Chouans pour échapper soit aux gabelous soit aux soldats républicains pendant la Révolution française.

#### Calendrier
Le tilleul voyait officiellement son nom attribué au 19e jour du mois de prairial du calendrier républicain / révolutionnaire français, généralement chaque 7 juin du calendrier grégorien.

## Légende

### La Dame du Tilleul
- Dans certaines versions de l'épopée germanique, l'Anneau des Niebelungen, la mère du héros civilisateur Sigurd s'appelle Sieglinde, "tilleul de la victoire", que l'on peut interpréter comme la Dame du Tilleul.
- Une feuille de tilleul collée entre les omoplates du guerrier garde dans sa peau cornée une empreinte de douceur, de féminité, d'amour qui entraînera sa mort.
- En Franche-Comté, ancienne province burgonde, un tilleul est souvent planté devant les fermes, indiquant aux passants qu'ils y trouveront l'hospitalité.
- Cette même symbolique se retrouve dans le récit phrygien rapporté par Ovide : Philémon et Baucis. Zeus transforme Baucis, cette femme généreuse, en tilleul pour que, selon son vœu, elle reste très longtemps près de son époux, lui-même métamorphosé en chêne[47].

### L'arbre sorcier
Les pouvoirs curatifs du tilleul étaient attribués à des esprits puissants qui habitaient son écorce.
Dans les îles Canaries, à Fierro, existe un tilleul gigantesque que les gens du pays appellent « l'Arbre qui pleure ». Les années de sécheresse, il en tombe de l'eau fraîche, suffisamment pour abreuver tous les habitants de l'île, animaux et êtres humains. Cette eau bienfaitrice est appelée l'Eau sainte. La croyance populaire fit du tilleul guérisseur un arbre sorcier.
Le « Gros Tilleul de Pontarlier » était le rendez-vous de sorcières qui apparaissait sous forme de chats menaçants, dit la légende. Pour lutter contre ces croyances, beaucoup de tilleuls furent consacrés à la Vierge lors de la christianisation.
Les conscrits venaient demander de tirer le bon numéro pour ne pas partir à la guerre à l'arbre de la Croix Notre-Dame, à Saint-Léger-lès-Domart, en Picardie.

Blason de Linthal : D'or au tilleul de sinople sur une terrasse de gueules, chargée de deux clous d'argent passés en sautoir.

## Linguistique

### Étymologie
Le mot français tilleul est issu du latin populaire *tiliolus, diminutif d'une probable forme masculine *tilius. Cette dernière forme est à l'origine de l'ancien français teil (teill chez Raynaud de Lage) ou til (thil), encore utilisé dans diverses régions pour désigner l'arbre. Le latin classique tilia désignait déjà le tilleul. Tilia proviendrait du grec *tilos, désignant la fibre, le liber du tilleul.

### Toponymie
Chaque lieu a été nommé de façon à le décrire sans avoir besoin de carte pour le visualiser. Ainsi, il décrivait souvent une situation topographique, mais aussi des données concernant sa végétation et l'action de l'homme sur son paysage. Dans certaines zones, le toponyme trouve encore une vérité, dans d'autres il est un témoin du passé. Le tilleul, comme beaucoup d'arbres d'importance culturelle a laissé des traces. On le retrouve à travers les racines suivantes :
- till- / thil- (toponymes romans, France, Wallonie, Belgique) : Certilleux, Craintilleux, Tilleul-Dame-Agnès, Tillou, Saint-Ouen-du-Tilleul, Tillet, Aisy-sous-Thil, Conthil, Saint-Étienne-la-Thillaye, Thillot, Montigny-le-Tilleul, Tilly, etc.
- teil- / theil- (toponymes romans, France) : Le Teil, Saint-Germain-du-Teil, Le Tey, Le Theil, Thyez, etc.
- lind- (toponymes germaniques continentaux et norrois) :
  - en Allemagne, plus de 1000 localités portent le nom du Tilleul : Hohenlinde, Lindau, Lindenfels…
  - en Angleterre : Lime Street à Londres (il s'y déroulait un marché au tilleul)
  - en France (Nord, Normandie, Alsace et Lorraine) : Lindebeuf, Lindre, Lynde, Lintot, etc.
- lip- (toponymes slaves)/ liep- (toponymes baltes) :
  - en République tchèque : Česká Lípa, Lipno-Stausee, Lipnice, Lipník, Lipová, etc.
  - en Croatie : Lipovac, à la frontière serbe.
  - en Slovénie : Lipica (« petit tilleul »), à la frontière italienne, lieu d'origine du cheval lipizzan.
  - en Allemagne : Leipzig (du slave Lipsk)
  - en Lettonie : Liepāja
- pärn- (toponymes estoniens) : Pärnu (d'après le fleuve Pärnu)

La racine germanique *lind- (vieux haut allemand linta, néerlandais linde, anglais linden, suédois lind) « tilleul » remonte à l'indo-européen *lento-s « flexible » qui est également l'origine du latin lentus « souple, flexible » qui désignait les bois particulièrement tendres et souples, dont celui du tilleul qui pouvait être cintré sur de petites circonférences. Ce prédicat s'est donc appliqué à l'arbre lui-même en germanique.

### Patronymie
Le tilleul a également laissé ses traces dans certains noms de familles :
- *till- : (patronyme romans, France, Belgique) : Dutilleul, Dutilleux, Tillieux, Tille, Tillet, Tilmann, Tilloy...
- *lind- : (patronyme germanique, Allemagne) : Lindegger, Lindenfeld, Lindenmann, Linder, Lindmeyer...

Le célèbre botaniste suédois, Carl von Linné, choisit son nom d'après le nom de la ferme familiale, Linnagård (littéralement : ferme au tilleul). Après l'avoir latinisé (Carl Linnæus), il le francisa selon la mode de l'époque dans nombre de pays de langue germanique.
La Linnaeus University est d'ailleurs une université suédoise dont le symbole est un arbre.

## Galeries

### Divers

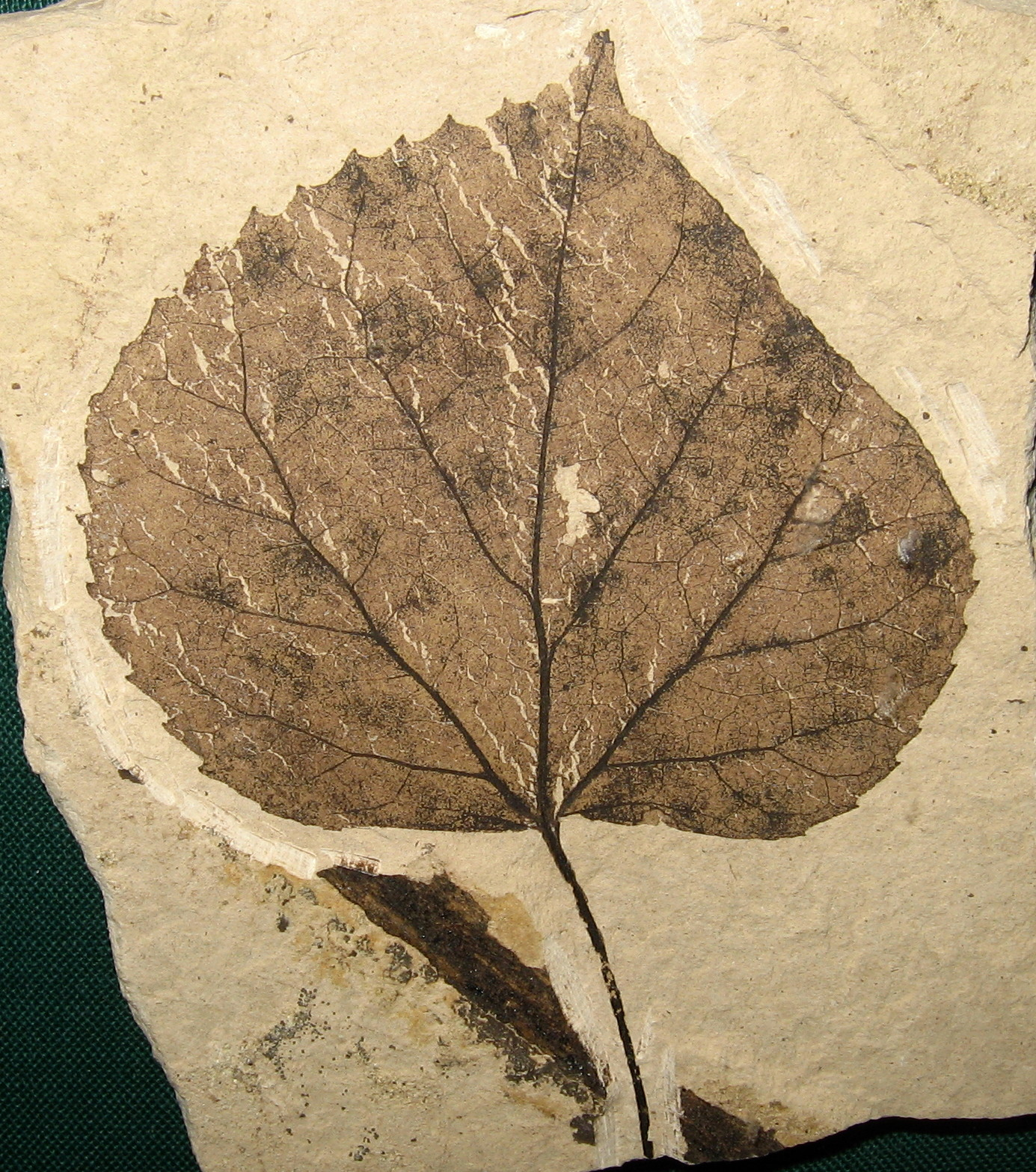
Fossile de feuille de T. johnsoni, 49 Ma, état de Washington.
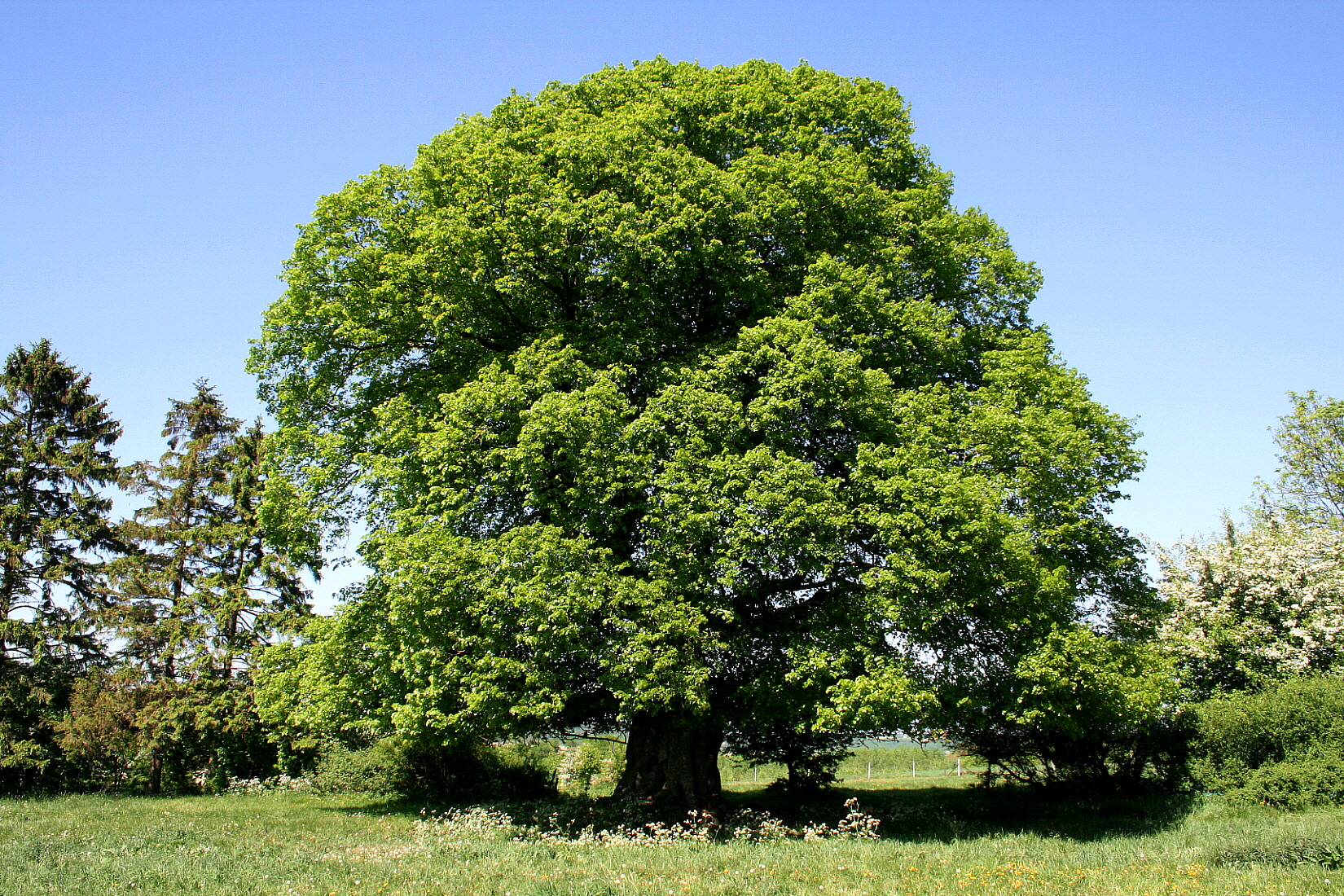
Arbre sur pied (T. platyphyllos).
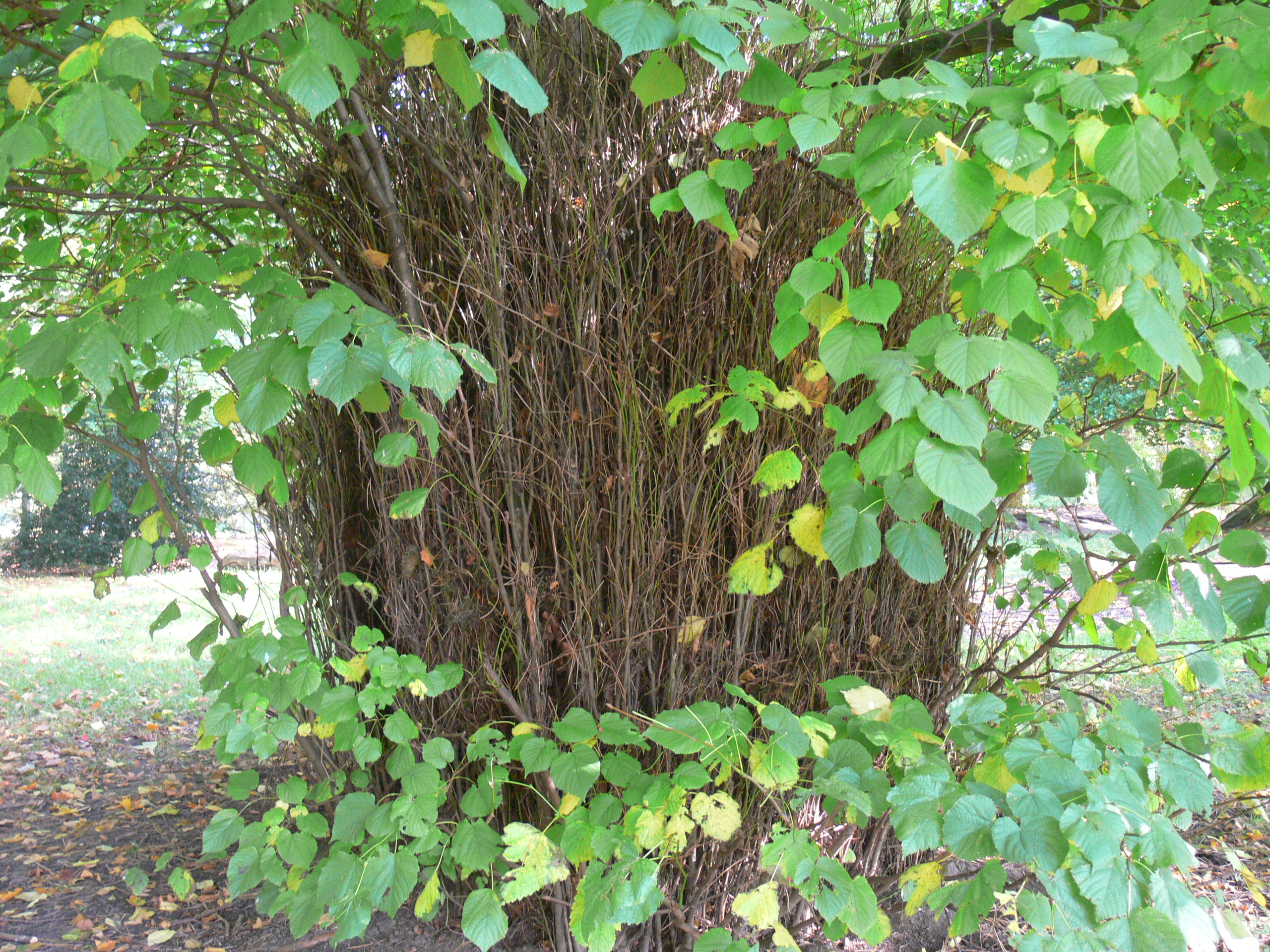
Branches épicormiques en bas de tronc.
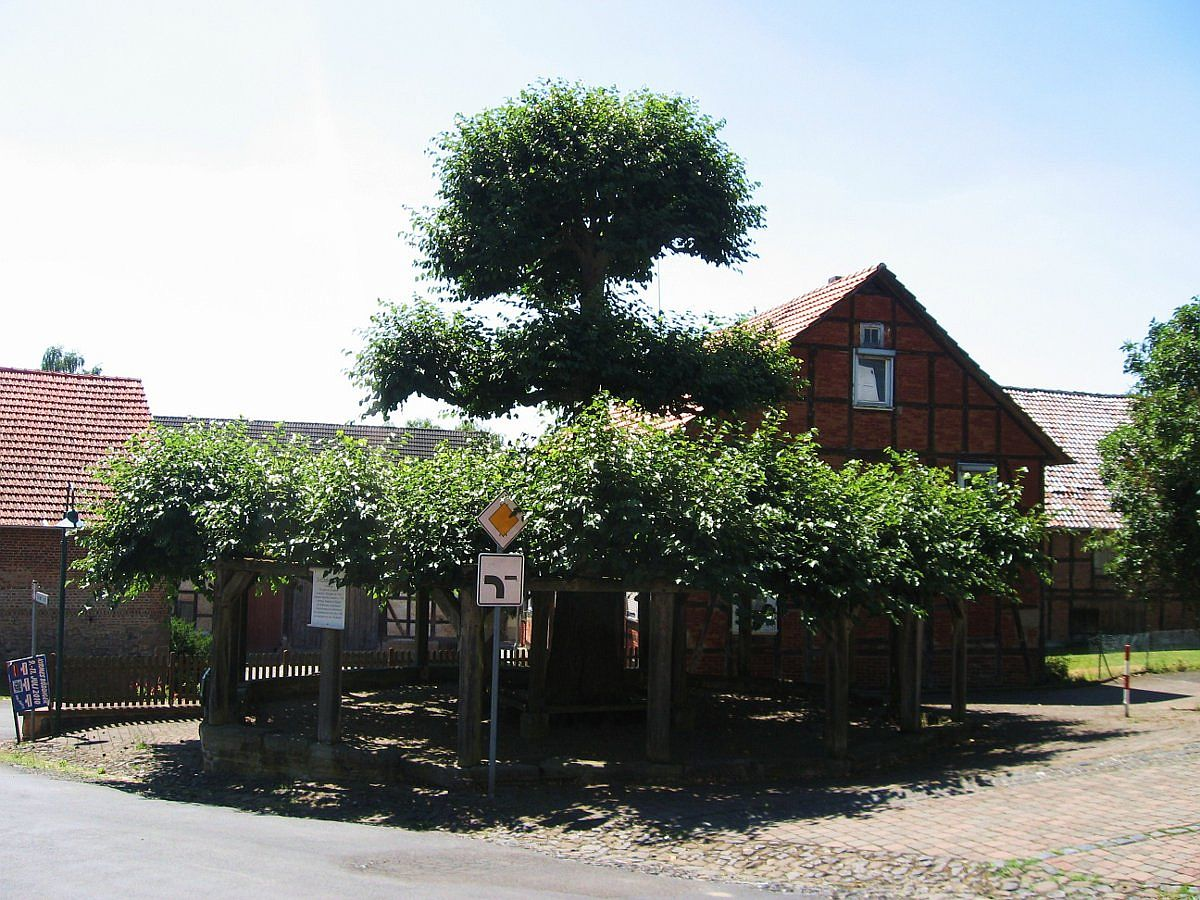
Le tilleul de danse d'Hilgershausen, qui est aussi un tilleul à étages.
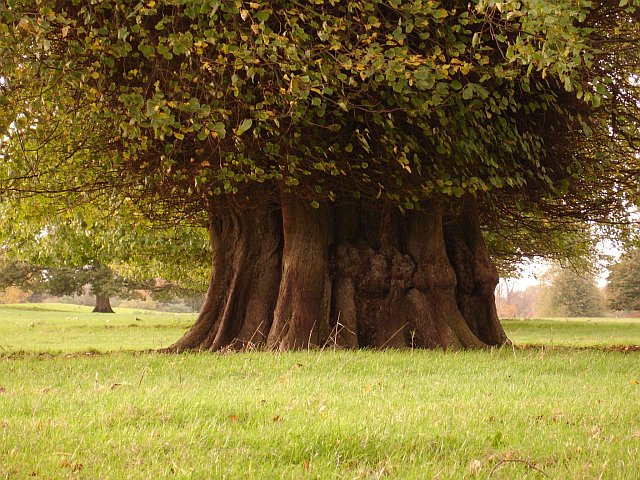
Ancient tilleul à Chilston Park, Angleterre.
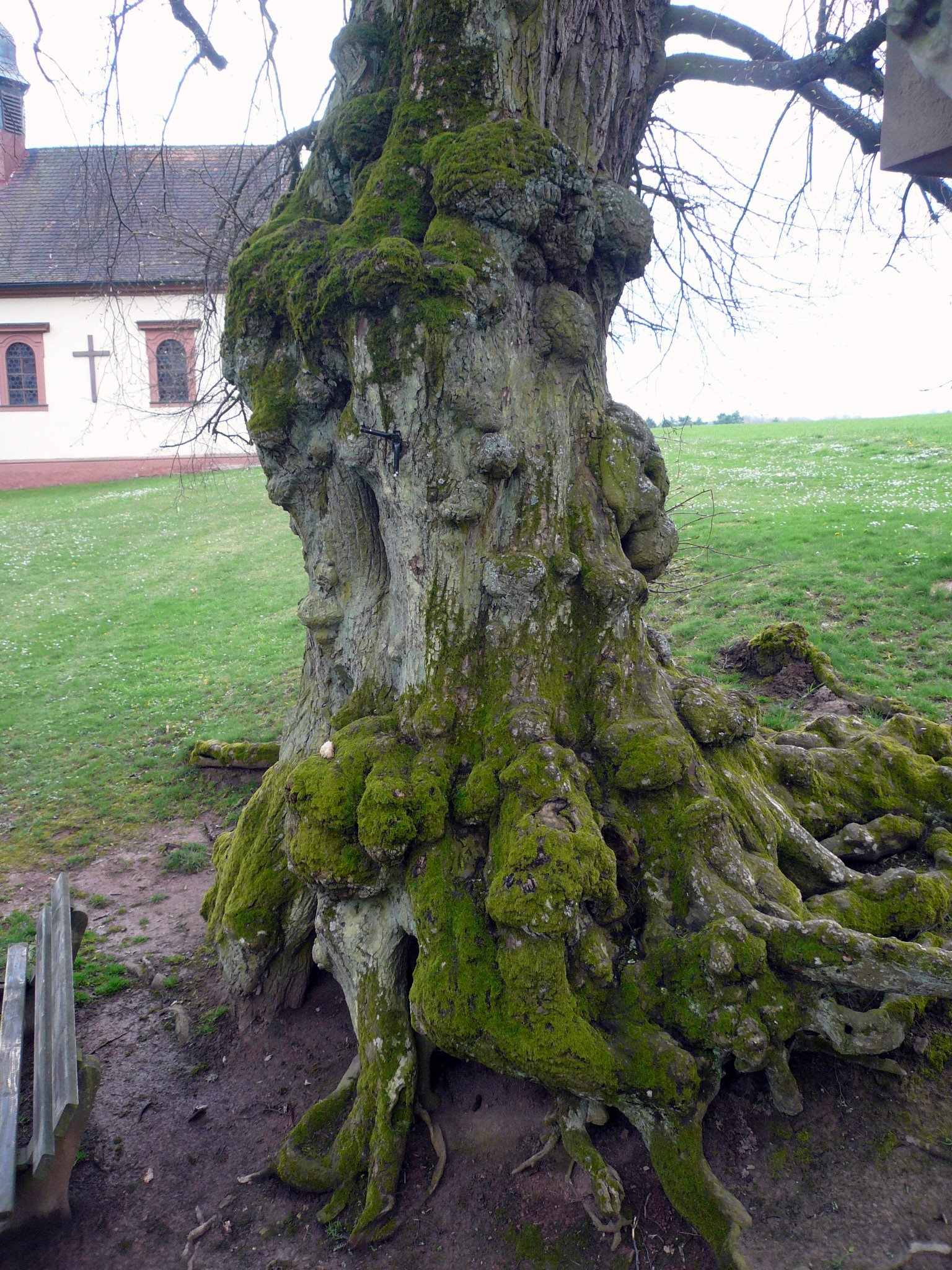
Tronc d'un ancient Tilia à Frankenbrunn, Bavière

### Les principales espèces - feuilles et fleurs

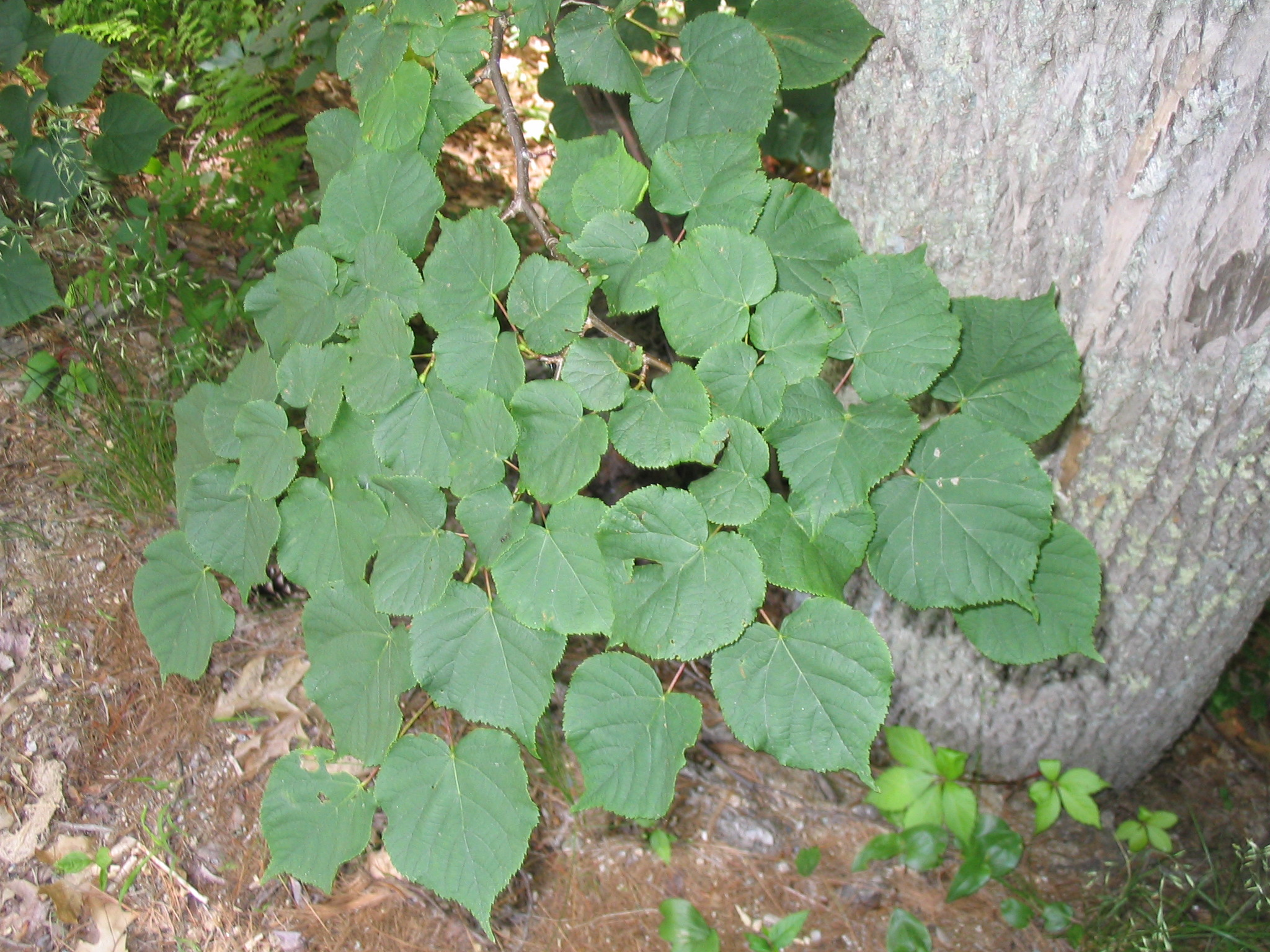
Tilia americana
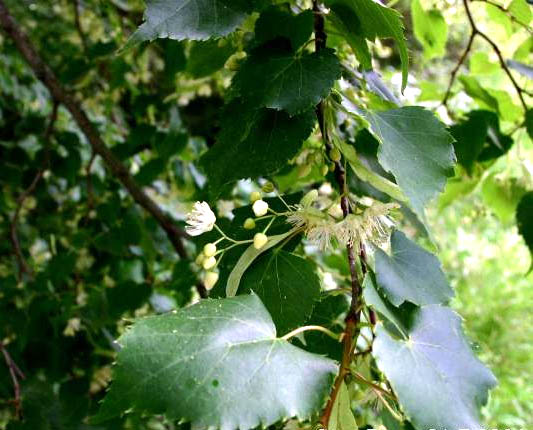
Tilia cordata
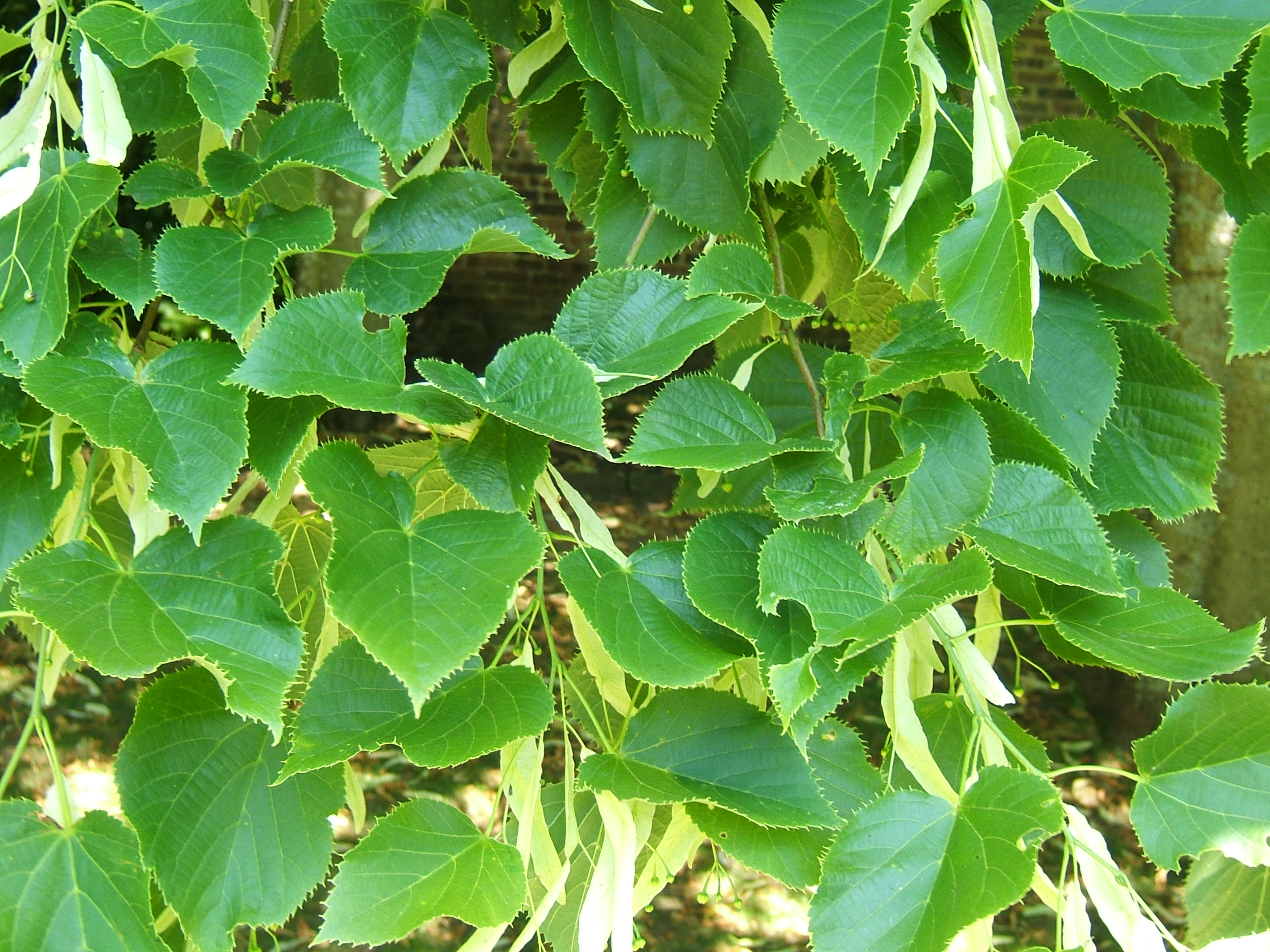
Tilia henryana
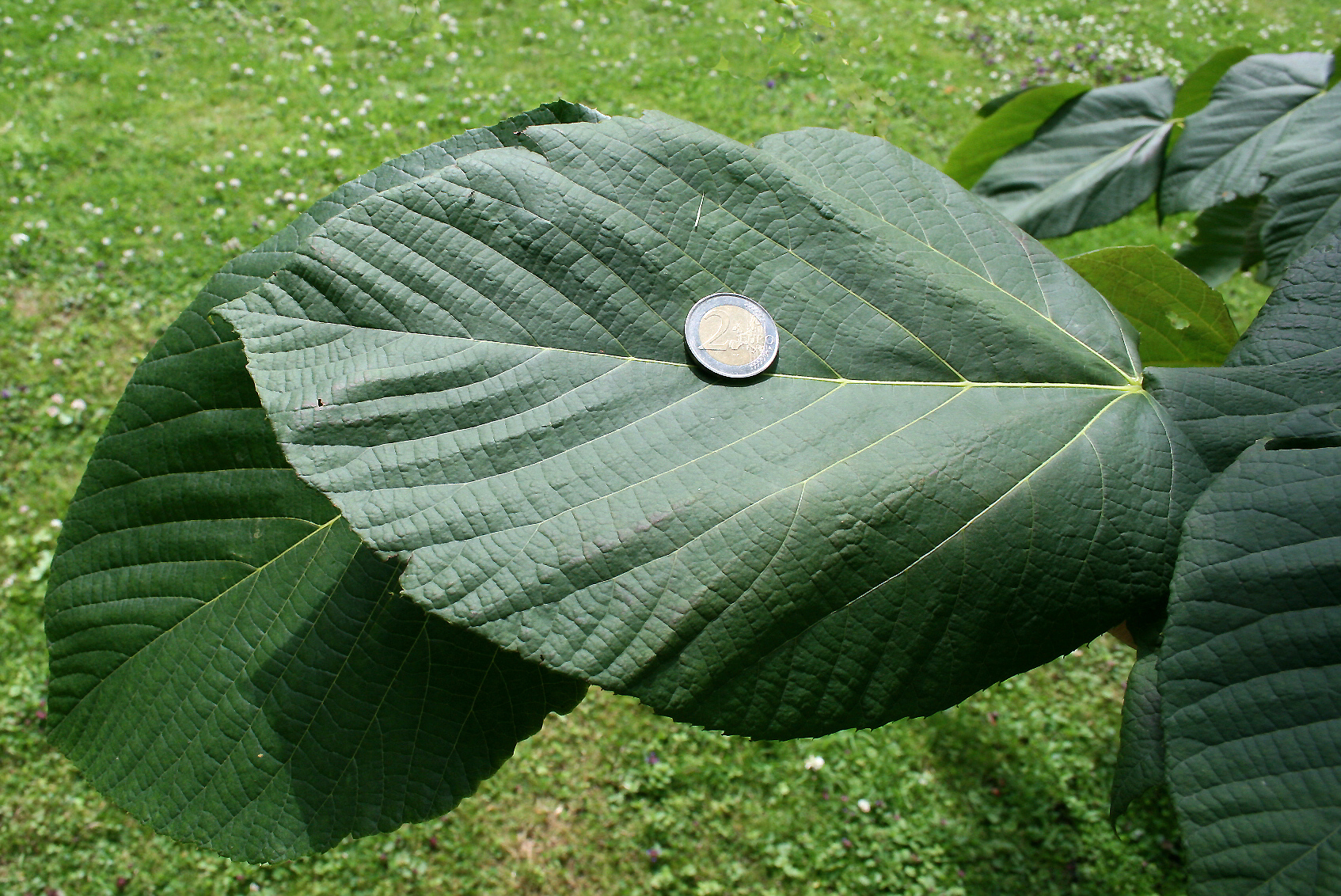
Tilia heterophylla (syn. T. monticola)
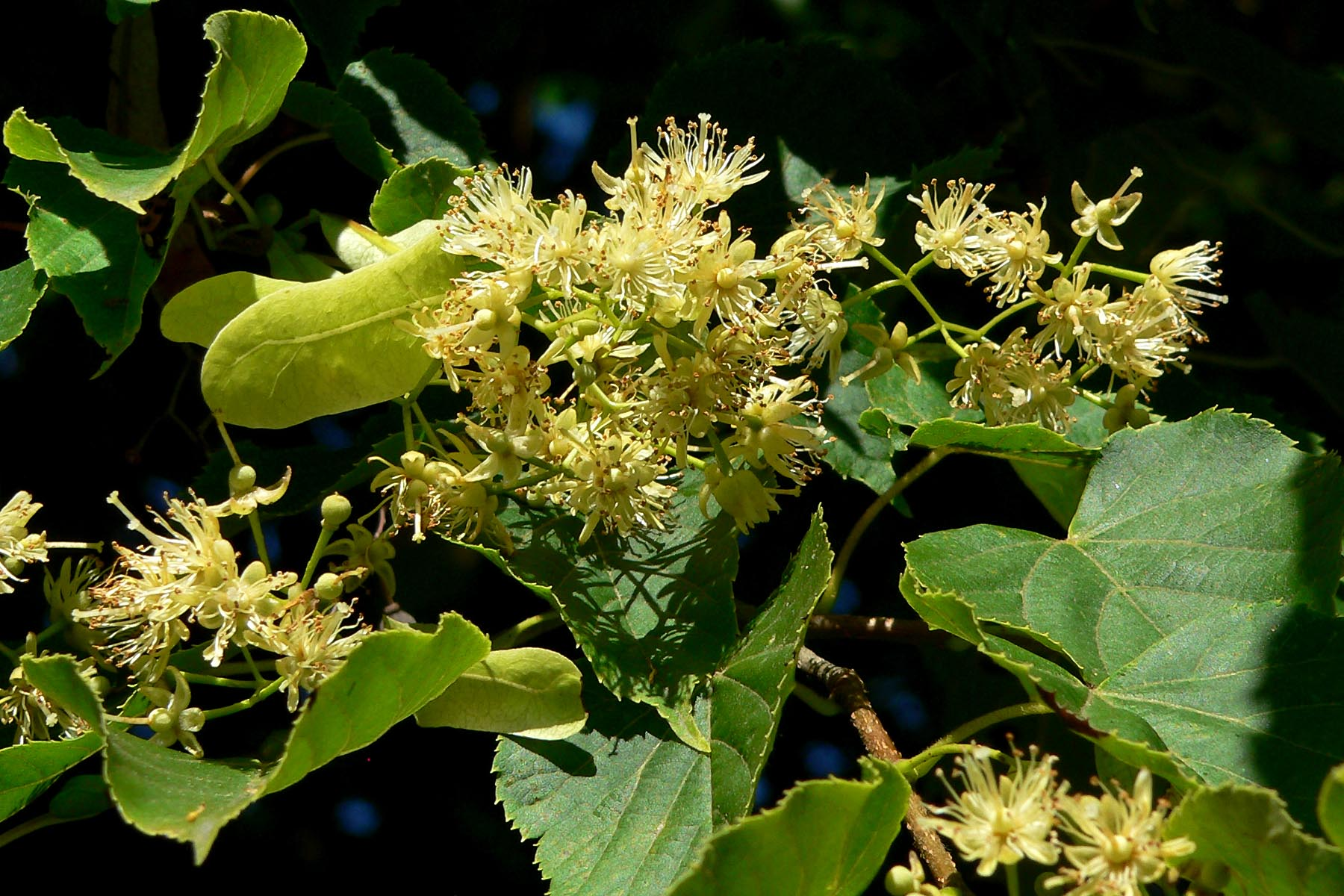
Tilia insularis
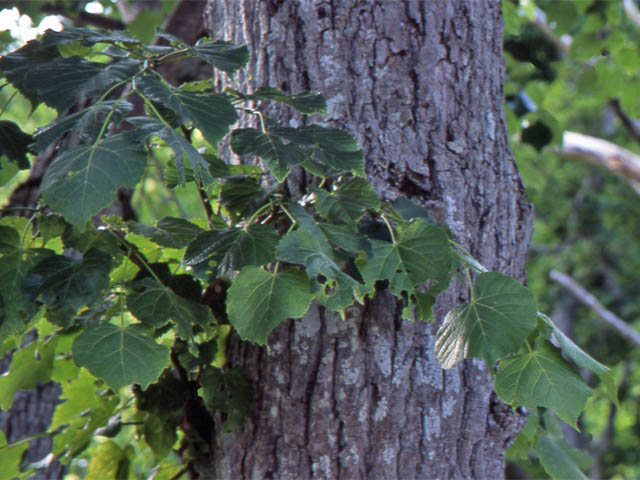
Tilia japonica
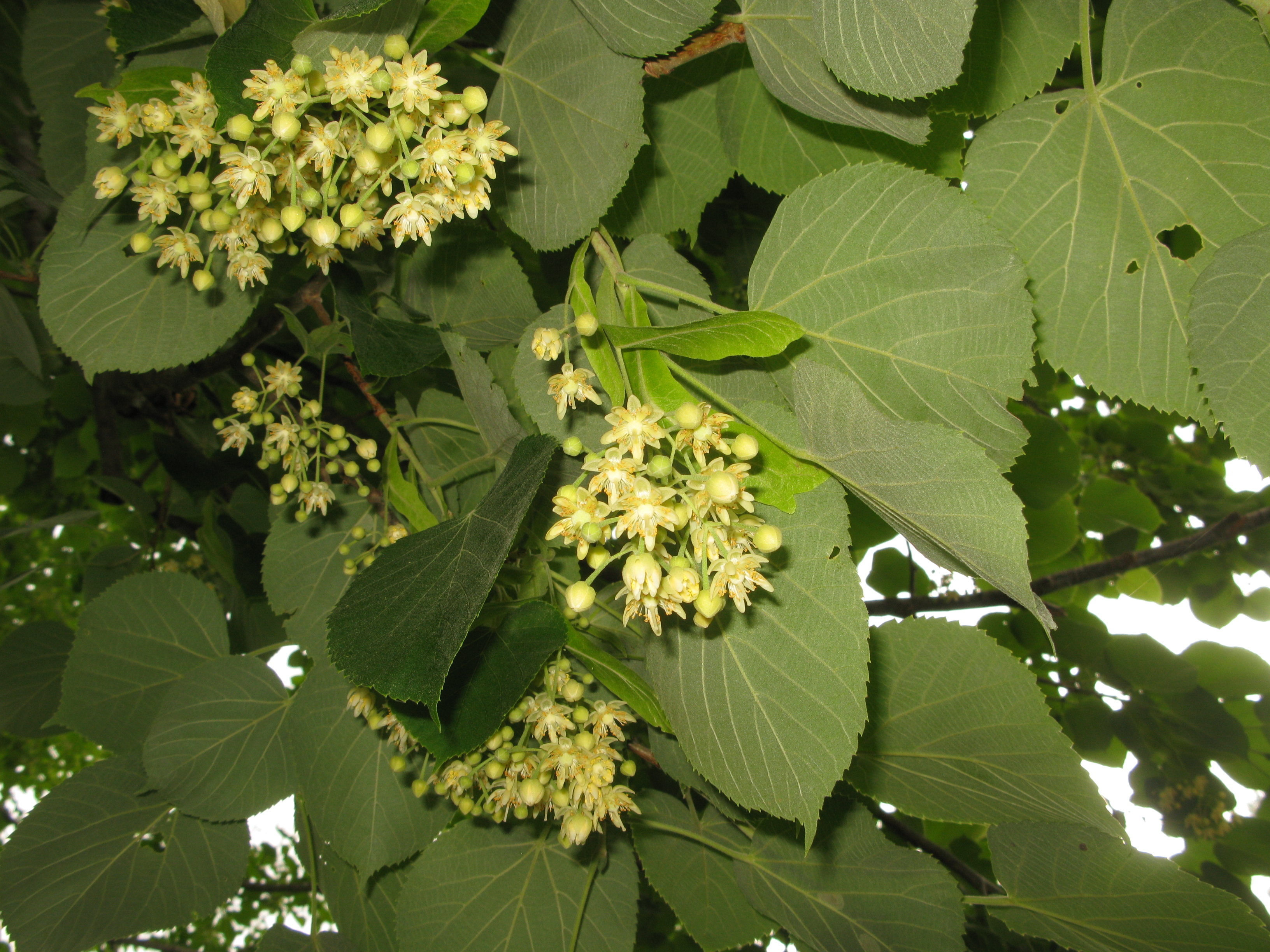
Tilia maximowicziana
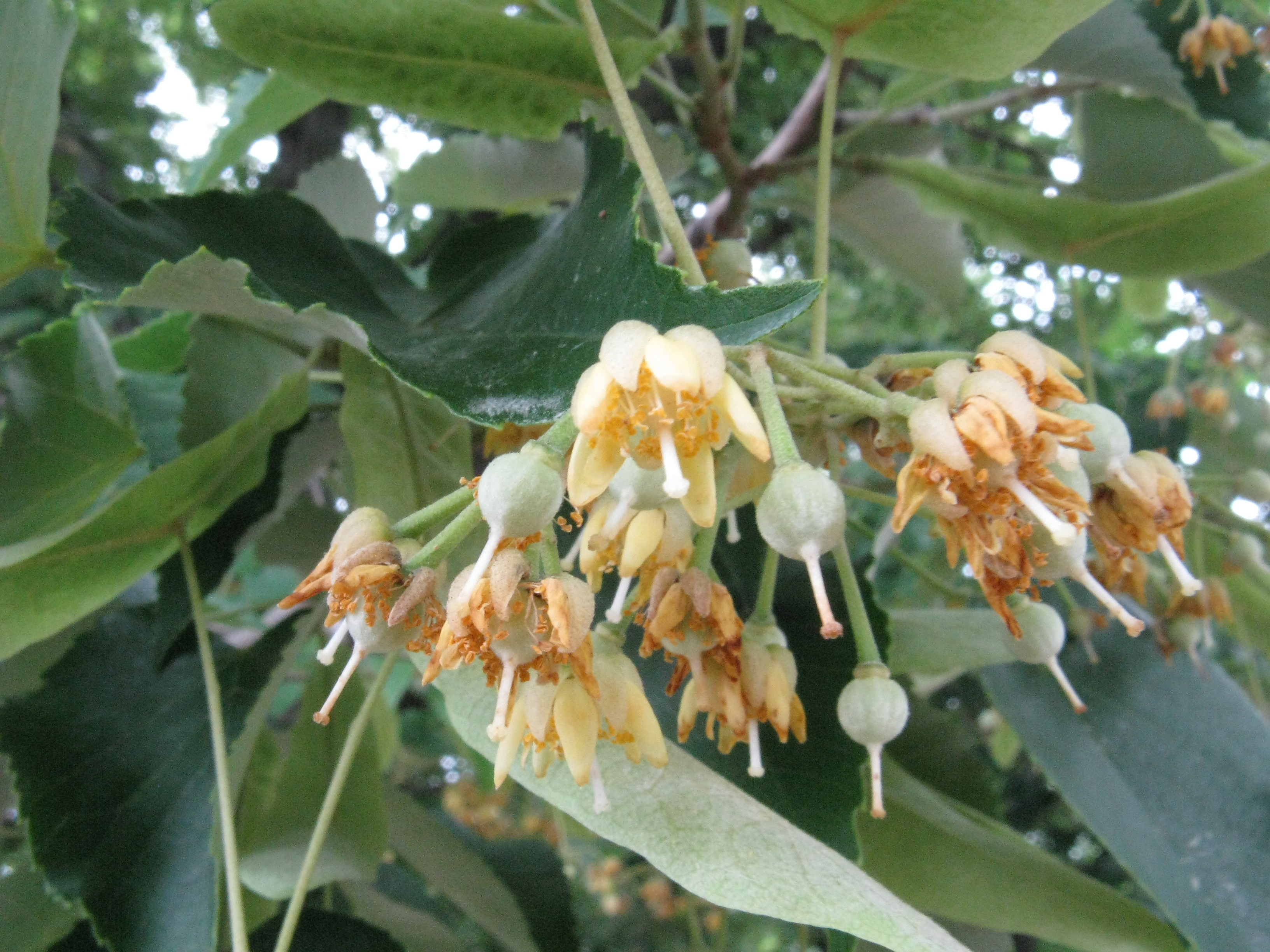
Tilia miqueliana
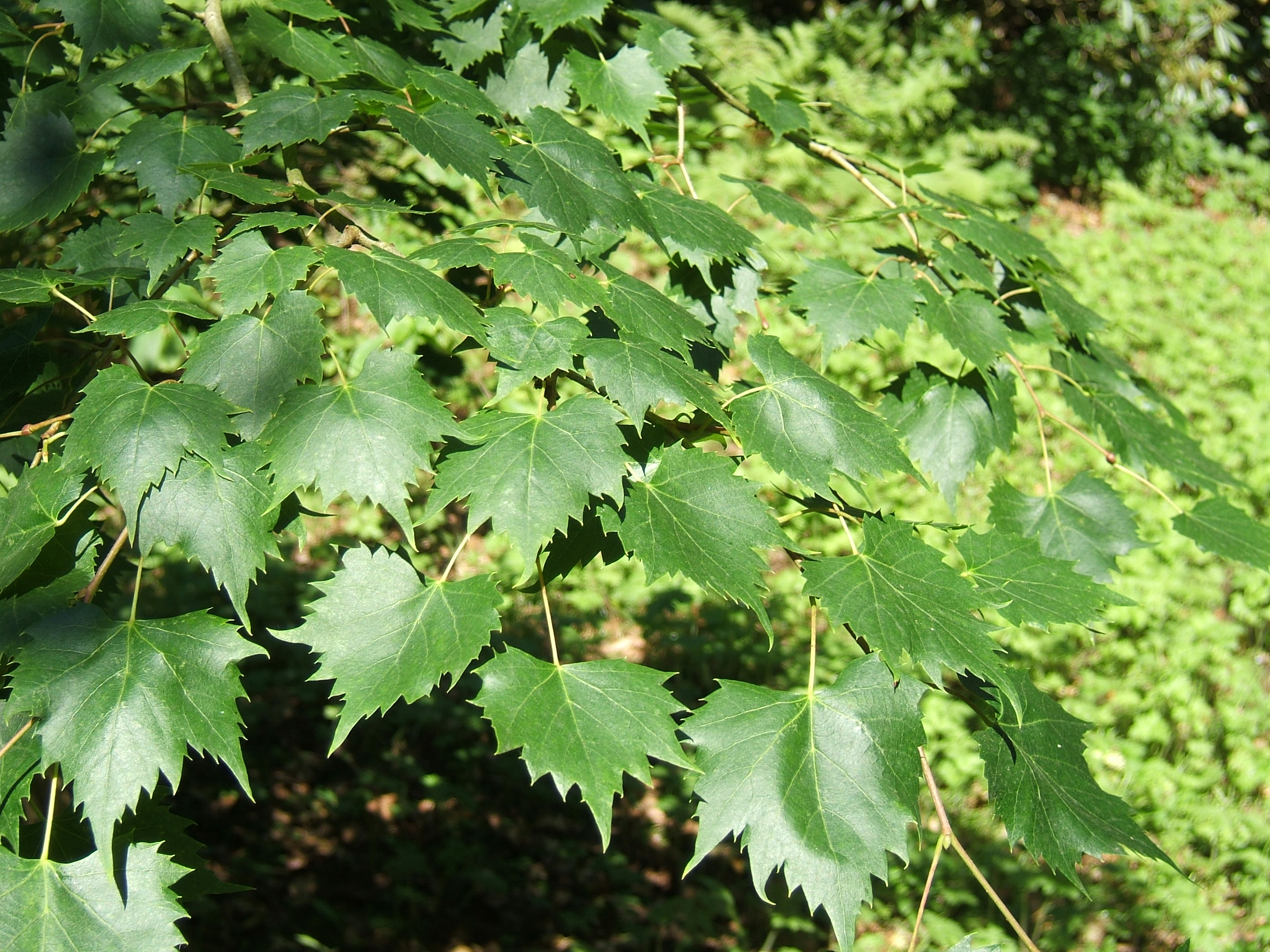
Tilia mongolica
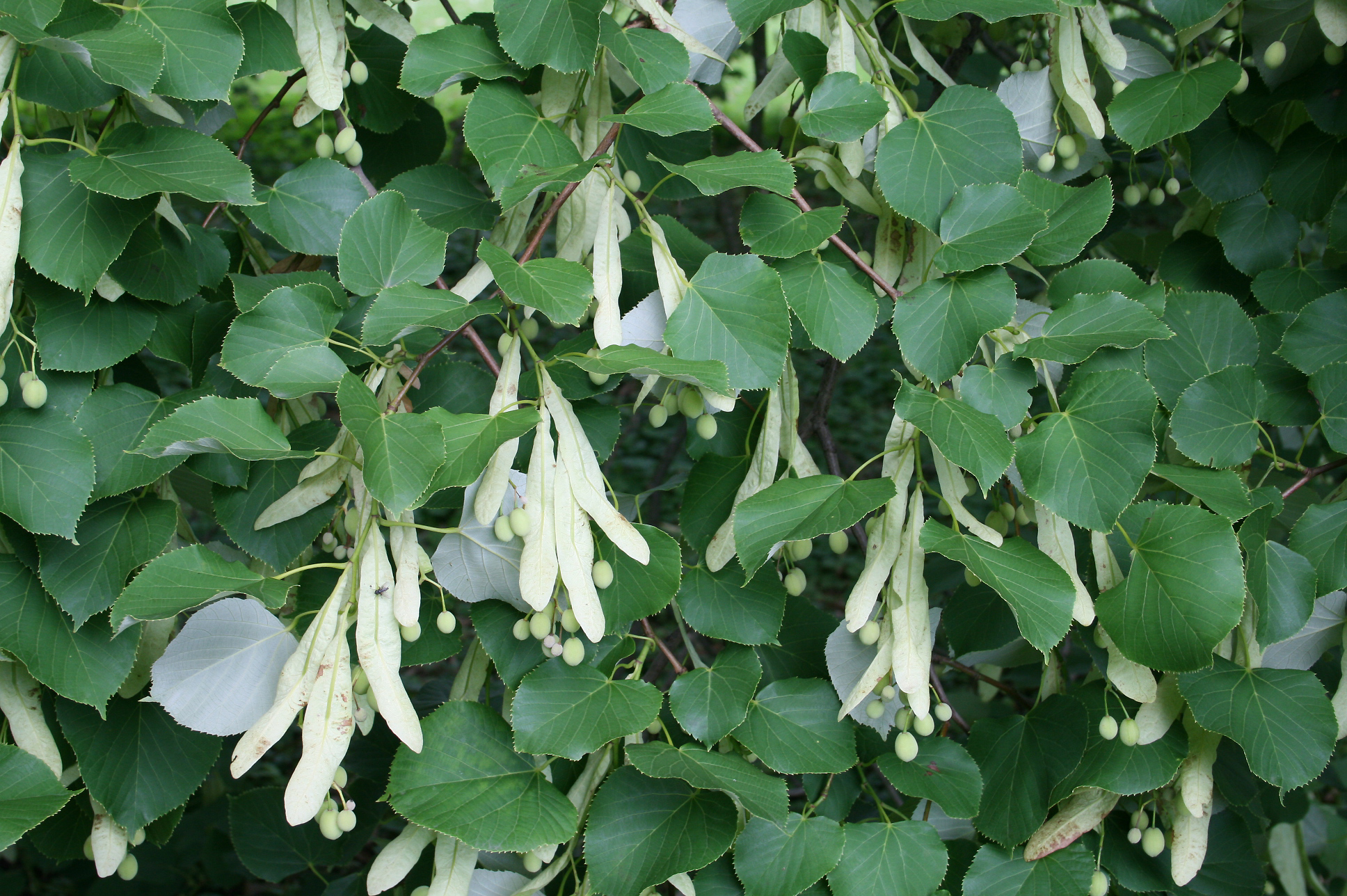
Tilia oliveri
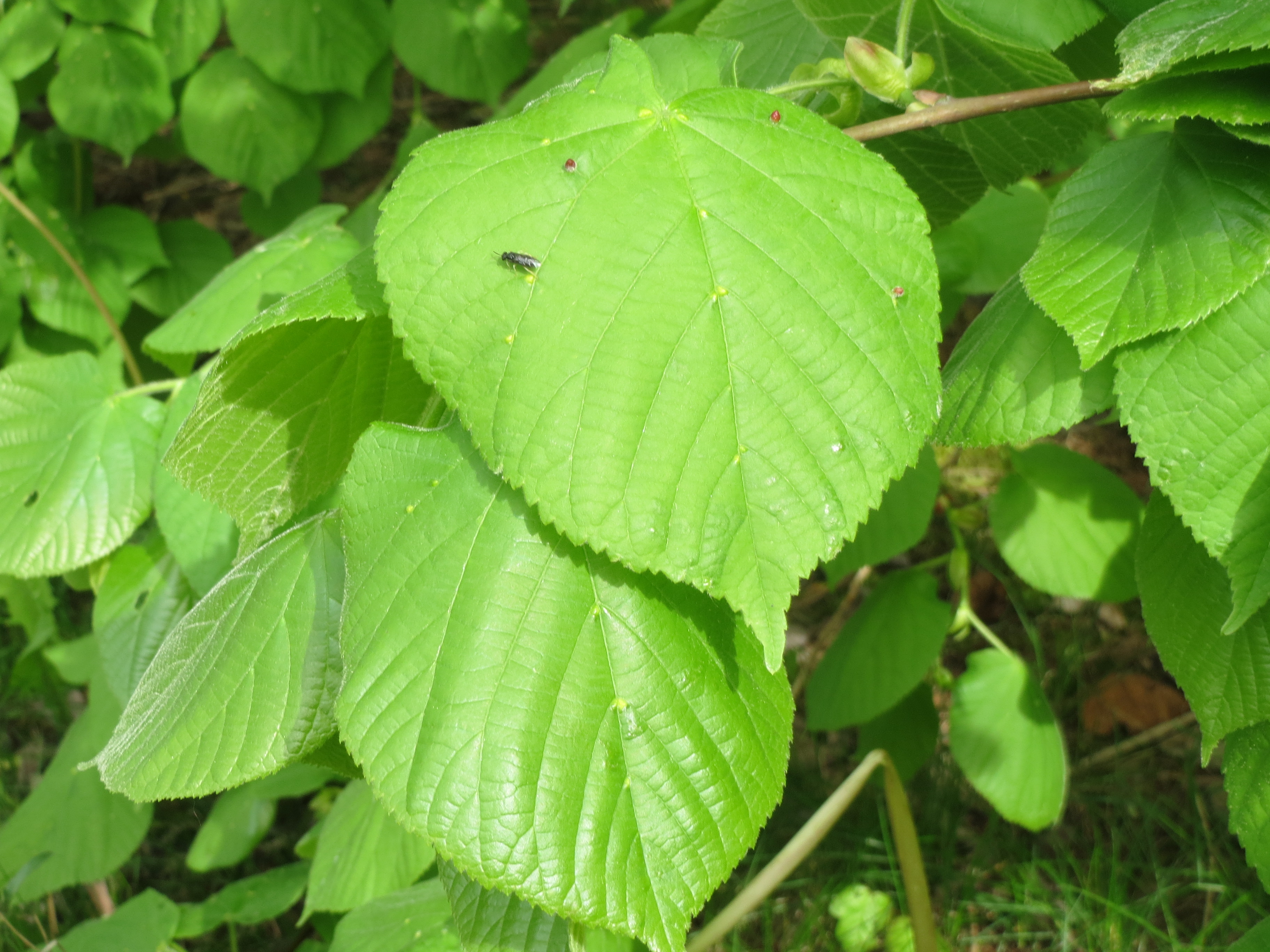
Tilia platyphyllos
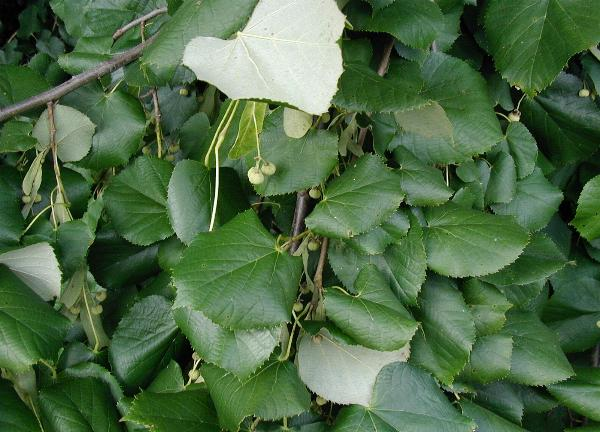
Tilia tomentosa